# Lijst van Nederlandse gemeenten met Stolpersteine

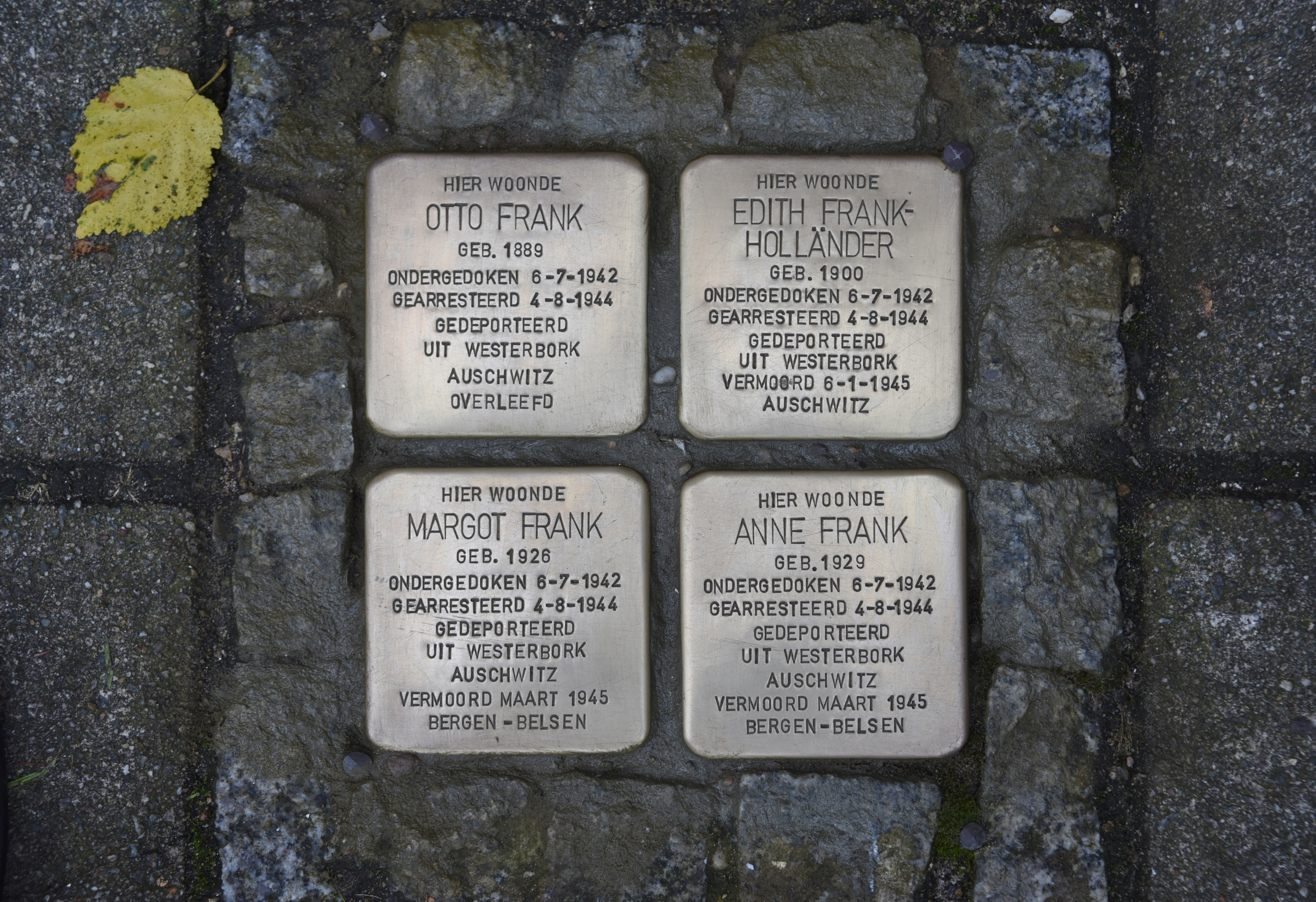
Stolpersteine voor de familie Frank in Amsterdam, 26 februari 2015

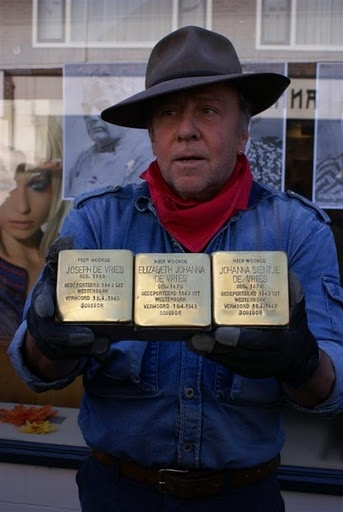
Gunter Demnig in Werkendam, 6 april 2010

De lijst van Nederlandse gemeenten met Stolpersteine geeft een overzicht van de Nederlandse gemeenten waar sinds 2007 gedenkstenen zijn geplaatst in het kader van het Stolpersteine-project van de Duitse beeldhouwer-kunstenaar Gunter Demnig. Sinds 2015 worden in Nederland ook "herdenkingsstenen" geplaatst die afwijken van de Stolpersteine, onder meer in Alkmaar, Amersfoort, Apeldoorn, Bellingwedde, Blaricum, Gemert, Gorinchem, Helmond, Den Helder, Katwijk, Uithuizen, Veendam, Vught, Westerwolde, Wijk aan Zee en Zandvoort. Deze stenen zijn niet in de onderstaande lijst opgenomen, wel in de Stolpersteine app van de Stichting 18 September.

## Nederlandse gemeenten met Stolpersteine

### A
Aa en Hunze
36 Stolpersteine: dertien in Gieten, elf in Gieterveen, drie in Nooitgedacht en negen in Rolde. Zie ook: Lijst van Stolpersteine in Aa en Hunze
Aalten
84 Stolpersteine: 34 in Aalten en 50 in Dinxperlo.
Alkmaar
26 Stolpersteine. De stenen zijn in 2018 vervangen door "herdenkingsstenen".
Almelo
213 Stolpersteine. Uiteindelijk komen in Almelo 242 Stolpersteine.
Alphen aan den Rijn
62 Stolpersteine. Zie ook: Lijst van Stolpersteine in Alphen aan den Rijn
Altena
Elf Stolpersteine: een in Eethen, drie in Werkendam en zeven in Woudrichem. Zie ook: Lijst van Stolpersteine in Altena
Amstelveen
52 Stolpersteine. Zie ook: Lijst van Stolpersteine in Amstelveen
Amsterdam
Het Olympisch Stadion coördineerde in 2010 het leggen van Stolpersteine voor de Joodse turnsters die tijdens de Olympische Zomerspelen van 1928 in Amsterdam goud wonnen en hun coach Gerrit Kleerekoper. In 2021 werden negen Stolpersteine geplaatst voor lesbische of homoseksuele personen die werden vervolgd en vermoord omdat zij Joods waren of actief in het verzet. Het betreft de eerste Stolpersteine in Nederland voor mensen van wie bekend is dat ze lesbisch of homoseksueel waren. De 999e en de duizendste Stolpersteine werden op 17 december 2021 gelegd als eerbetoon aan Louis Lamm (1871-1943) en zijn dochter Ruth Fanny (1911-1943). Op 27 juni 2024 werd de 2500e Stolperstein gelegd voor Klara Borstel-Engelsman, het oudste Nederlandse slachtoffer van de Holocaust.
In april 2025 lagen in Amsterdam bijna 3400 Stolpersteine. Amsterdam staat daarmee op de derde plaats met de meeste struikelstenen, alleen in Berlijn (10.000) en Hamburg (8000) liggen er meer. De stenen liggen onder meer in de stadsdelen Oost (de Transvaalbuurt en de Indische Buurt); Zuid (vooral in de Rivierenbuurt), en Centrum (de Weesperbuurt, onder anderen voor de ouders en broer van Janny en Lien Brilleslijper).
- In Amsterdam-Noord liggen tien Stolpersteine. Zie ook: Lijst van Stolpersteine in Amsterdam-Noord
- In Amsterdam-Oost liggen meer dan 330 Stolpersteine. Zie ook: Lijst van Stolpersteine in Amsterdam-Oost
- In Amsterdam-West liggen 24 Stolpersteine. Zie ook: Lijst van Stolpersteine in Amsterdam-West
- In Amsterdam-Zuid liggen meer dan zeshonderd Stolpersteine. Zie ook: Lijst van Stolpersteine in Amsterdam-Zuid
- In het stadsgebied Weesp liggen 59 Stolpersteine. Zie ook: Lijst van Stolpersteine in Weesp

Apeldoorn
Een Stolperstein in Beekbergen. Zie ook: Stolperstein in Apeldoorn
Arnhem
106 Stolpersteine. Zie ook: Lijst van Stolpersteine in Arnhem
Assen
Ongeveer 420 Stolpersteine.
Asten
Een Stolperstein. Zie ook: Lijst van Stolpersteine in Asten

### B
Beek
Negentien Stolpersteine.
Beekdaelen
Negen Stolpersteine, voor een verzetsstrijder en acht Joodse mensen: twee in Amstenrade, een in Doenrade, een in Merkelbeek, twee in Nuth en drie in Puth. Zie ook: Lijst van Stolpersteine in Beekdaelen
Bergen
Zestien Stolpersteine: twaalf in Bergen, een in Egmond aan Zee en drie in Schoorl. Zie ook: Lijst van Stolpersteine in Bergen
Bergen op Zoom
Vijf Stolpersteine. Zie ook: Lijst van Stolpersteine in Bergen op Zoom
Berkelland
101 Stolpersteine: een in Beltrum, 72 in Borculo, dertien in Eibergen, zes in Geesteren, zeven in Neede en twee in Ruurlo. Zie ook: Lijst van Stolpersteine in Berkelland
Beverwijk
25 Stolpersteine: vijftien in Beverwijk en tien in Wijk aan Zee. Zie ook: Lijst van Stolpersteine in Beverwijk
Blaricum
Acht Stolpersteine. Zie ook: Lijst van Stolpersteine in Blaricum
Bloemendaal
Elf Stolpersteine. Zie ook: Lijst van Stolpersteine in Bloemendaal
Bodegraven-Reeuwijk
Zeven Stolpersteine in Bodegraven. Zie ook: Lijst van Stolpersteine in Bodegraven-Reeuwijk
Borger-Odoorn
Dertien Stolpersteine: zeven in Drouwen en zes in Valthermond. Zie ook: Lijst van Stolpersteine in Borger-Odoorn
Borne
81 Stolpersteine (de eerste Stolpersteine in Nederland).
Breda
34 Stolpersteine. Zie ook: Lijst van Stolpersteine in Breda
Bronckhorst
Zeven Stolpersteine in Laag-Keppel. Zie ook: Lijst van Stolpersteine in Bronckhorst
Bunschoten
Een Stolperstein in Bunschoten-Spakenburg. Zie ook: Lijst van Stolpersteine in Bunschoten

### C
Coevorden
157 Stolpersteine: 138 in Coevorden, zeventien in Dalen en twee in Meppen. Zie ook: Lijst van Stolpersteine in Coevorden
Culemborg
46 Stolpersteine. Zie ook: Lijst van Stolpersteine in Culemborg

### D
De Bilt
97 Stolpersteine: 53 in Bilthoven, elf in De Bilt, twee in Hollandsche Rading en eenendertig in Westbroek. Zie ook: Lijst van Stolpersteine in De Bilt
De Friese Meren
Drie Stolpersteine: een in Echtenerbrug en twee in Lemmer. Zie ook: Lijst van Stolpersteine in De Friese Meren
De Ronde Venen
Negen Stolpersteine in Abcoude. Zie ook: Lijst van Stolpersteine in De Ronde Venen
De Wolden
Een Stolperstein. Zie ook: Lijst van Stolpersteine in De Wolden
Delft
54 Stolpersteine. Zie ook: Lijst van Stolpersteine in Delft
Den Haag
620 Stolpersteine.
Deventer
312 van de 475 geplande Stolpersteine zijn in gemeente Deventer geplaatst,  waaronder veertien Stolpersteine in Bathmen.
Diemen
Elf Stolpersteine. Zie ook: Lijst van Stolpersteine in Diemen
Dijk en Waard
Een Stolperstein in Sint Pancras. Zie ook: Lijst van Stolpersteine in Dijk en Waard
Dinkelland
68 Stolpersteine: 56 in Denekamp, elf in Ootmarsum en een in Rossum. Zie ook: Lijst van Stolpersteine in Dinkelland
Doesburg
Elf Stolpersteine. Zie ook: Lijst van Stolpersteine in Doesburg
Doetinchem
Zeven Stolpersteine in Wehl. Zie ook: Lijst van Stolpersteine in Doetinchem
Dongen
Een Stolperstein in 's Gravenmoer. Zie ook: Lijst van Stolpersteine in Dongen
Dordrecht
201 Stolpersteine, onder meer voor Árpád Weisz. Zie ook: Lijst van Stolpersteine in Dordrecht
Drechterland
Een Stolpersteine in Hoogkarspel.

### E
Echt-Susteren
Vier Stolpersteine: twee in Echt en twee in Koningsbosch. Zie ook: Lijst van Stolpersteine in Echt-Susteren
Edam-Volendam
23 Stolpersteine in Edam. Zie ook: Lijst van Stolpersteine in de regio Waterland
Ede
33 Stolpersteine: 24 in Bennekom en negen in Otterlo. Zie ook: Lijst van Stolpersteine in Ede
Eemsdelta
112 Stolpersteine: 76 in Appingedam, drie in Borgsweer, zeven in Delfzijl, vier in Garrelsweer, tien in Middelstum, zes in Termunterzijl en zes in Woldendorp. Zie ook: Lijst van Stolpersteine in Eemsdelta
Eersel
Een Stolperstein. Zie ook: Lijst van Stolpersteine in Eersel
Eijsden-Margraten
Twaalf Stolpersteine: negen in Eijsden, twee in Gronsveld en een in Margraten. Zie ook: Lijst van Stolpersteine in Eijsden-Margraten
Eindhoven
275 Stolpersteine, waarvan 24 bij het Psychiatrisch Ziekenhuis De Grote Beek voor weggevoerde Joodse patiënten. Zie ook: Lijst van Stolpersteine in Eindhoven
Emmen
139 Stolpersteine: 88 in Emmen, vier in Emmer-Compascuum, 38 in Nieuw-Amsterdam, vijf in Roswinkel, en vier in Veenoord. Zie ook: Lijst van Stolpersteine in Emmen
Enkhuizen
Twaalf Stolpersteine. Zie ook: Lijst van Stolpersteine in de regio West-Friesland
Enschede
252 Stolpersteine: negen in het dorp Glanerbrug en de overige in Enschede. Het is de bedoeling dat er Stolpersteine komen voor alle circa 930 slachtoffers.
Epe
Acht Stolpersteine. Zie ook: Lijst van Stolpersteine in Epe
Ermelo
41 Stolpersteine. Zie ook: Lijst van Stolpersteine in Ermelo
Etten-Leur
Twee Stolpersteine. Zie ook: Lijst van Stolpersteine in Etten-Leur

### G
Geertruidenberg
Tien Stolpersteine. Zie ook: Lijst van Stolpersteine in Geertruidenberg
Gennep
22 Stolpersteine. Zie ook: Lijst van Stolpersteine in Gennep
Goeree-Overflakkee
57 Stolpersteine: zeven in Dirksland, 34 in Middelharnis, negen in Sommelsdijk, een in Ouddorp en zes in Oude-Tonge. Zie ook: Lijst van Stolpersteine in Goeree-Overflakkee
Goes
Drie Stolpersteine. Zie ook: Lijst van Stolpersteine in Goes
Goirle
Vijf Stolpersteine. Zie ook: Lijst van Stolpersteine in Goirle
Gooise Meren
133 Stolpersteine: 90 in Bussum en 43 in Naarden. Zie ook: Lijst van Stolpersteine in Gooise Meren
Gorinchem
46 Stolpersteine. In Gorinchem komen uiteindelijk zeventig Stolpersteine. Zie ook: Lijst van Stolpersteine in Gorinchem
Gouda
389 Stolpersteine, waarvan 64 voor de bewoners van het voormalig Joods Bejaardentehuis aan de Oosthaven en zeven jongeren en twee begeleiders van de jeugdfarm Catharinahoeve.
Groningen
411 Stolpersteine. In de Schildersbuurt liggen Stolpersteine voor 240 Joodse wijkbewoners, een aantal verzetslieden en andere wijkgenoten. Op 2 mei 2022 zijn 38 Stolpersteine gelegd bij het voormalige Joodse bejaardentehuis Beth Zekenim en op 4 mei voor dertien RUG-studenten en medewerkers. Op 18 april 2024 werden dertien Stolpersteine geplaatst, op 2 mei 2024 twee in de Folkingestraat, op 3 mei een aan de Oostersingel  en op 4 september 2024 een aan het Boterdiep. Op 22 maart 2025 zijn vier Stolpersteine geplaatst aan de Petrus Campersingel, op 14 april een in de Vinkenstraat, op 27 april vier aan de Peizerweg en op 24 mei een aan de Rademarkt.
In het dorp Haren liggen 29 Stolpersteine, in Ten Boer drie, in Ten Post drie.
Gulpen-Wittem
Zeventien Stolpersteine in Gulpen.

### H
Haaksbergen
23 Stolpersteine.
Haarlem
256 Stolpersteine. Zie ook: Lijst van Stolpersteine in Haarlem
Halderberge
Zeven Stolpersteine: een in Hoeven, vijf in Oudenbosch en een in Stampersgat. Zie ook: Lijst van Stolpersteine in Halderberge
Hardenberg
71 Stolpersteine: acht in Balkbrug, 27 in Dedemsvaart en 36 in Hardenberg.
Hardinxveld-Giessendam
Drie Stolpersteine. Zie ook: Lijst van Stolpersteine in Hardinxveld-Giessendam
Harlingen
61 Stolpersteine. Zie ook: Lijst van Stolpersteine in Harlingen
Hattem
Negentien Stolpersteine. Zie ook: Lijst van Stolpersteine in Hattem
Heemstede
Zestien Stolpersteine. Zie ook: Lijst van Stolpersteine in Heemstede
Heerde
Negen Stolpersteine: drie in Heerde en zes in Wapenveld. Zie ook: Lijst van Stolpersteine in Heerde
Heerenveen
Dertien Stolpersteine. Zie ook: Lijst van Stolpersteine in Heerenveen
Heerlen
72 Stolpersteine: 69 in Heerlen en drie in Hoensbroek.
Heeze-Leende
Vier Stolpersteine: twee in Heeze, een in Leende en een in Sterksel. Zie ook: Lijst van Stolpersteine in Heeze-Leende
Heiloo
26 Stolpersteine. Zie ook: Lijst van Stolpersteine in Heiloo
Hellendoorn
Veertien Stolpersteine: een in Hellendoorn en dertien in Nijverdal.
Hengelo
170 Stolpersteine.
's-Hertogenbosch
242 Stolpersteine in 's-Hertogenbosch, waaronder een Stolperdrempel voor de Joodse leerlingen van de L.W. Beekmanschool, en drie in Rosmalen. Zie ook: Lijst van Stolpersteine in 's-Hertogenbosch
Het Hogeland
109 Stolpersteine: vijftig in Bedum, acht in Eenrum, drie in Kantens, elk een Stolperstein in Oldenzijl, Oosternieland en Oudeschip, drie in Roodeschool, een in Stitswerd, drie in Uithuizermeeden, vijf in Ulrum, 23 in Warffum en tien in Winsum.
Heusden
Drie Stolpersteine: twee in Nieuwkuijk en een in Vlijmen. Zie ook: Lijst van Stolpersteine in Heusden
Hillegom
Een Stolperstein. Zie ook: Lijst van Stolpersteine in Hillegom
Hilversum
Ongeveer zeshonderd Stolpersteine, onder andere voor zangeres Erna Abramowitz. Uiteindelijk zullen in Hilversum ongeveer 930 Stolpersteine komen.
Hilvarenbeek
Een Stolperstein. Zie ook: Lijst van Stolpersteine in Hilvarenbeek
Hoeksche Waard
Achttien Stolpersteine: drie in Numansdorp en vijftien in Strijen. Zie ook: Lijst van Stolpersteine in Hoeksche Waard
Hof van Twente
58 Stolpersteine: zeventien in Delden, elf in Diepenheim, zestien in Goor en veertien in Markelo.
Hoogeveen
177 Stolpersteine.
Hoorn
Achttien Stolpersteine. Zie ook: Lijst van Stolpersteine in Hoorn
Horst aan de Maas
Veertien Stolpersteine: vijf in America, een in Broekhuizenvorst, twee in Grubbenvorst, een in Horst, twee in Sevenum en drie in Tienray. Zie ook: Lijst van Stolpersteine in Horst aan de Maas
Houten
Een Stolperstein. Zie ook: Lijst van Stolpersteine in Houten
Huizen
Vijf Stolpersteine.
Hulst
Een Stolperstein. Zie ook: Lijst van Stolpersteine in Hulst

### K
Kampen
Zestig Stolpersteine: 57 in Kampen en drie in IJsselmuiden.
Kerkrade
33 Stolpersteine.
Krimpen aan den IJssel
Zes Stolpersteine. Zie ook: Lijst van Stolpersteine in Krimpen aan den IJssel
Krimpenerwaard
Acht Stolpersteine: een in Bergambacht en zeven in Schoonhoven. Zie ook: Lijst van Stolpersteine in Krimpenerwaard

### L
Landgraaf
Zes Stolpersteine: drie in Nieuwenhagen en drie in Rimburg. Zie ook: Lijst van Stolpersteine in Landgraaf
Landsmeer
Twee Stolpersteine. Zie ook: Lijst van Stolpersteine in de regio Waterland
Land van Cuijk
Achttien Stolpersteine: dertien in Cuijk, twee in Grave en drie in Oeffelt. Zie ook: Lijst van Stolpersteine in Land van Cuijk
Laren (Noord-Holland)
42 Stolpersteine.  Zie ook: Lijst van Stolpersteine in Laren
Leeuwarden
42 Stolpersteine. Zie ook: Lijst van Stolpersteine in Leeuwarden
Leiden
108 Stolpersteine. Zie ook: Lijst van Stolpersteine in Leiden
Leiderdorp
Zes Stolpersteine. Zie ook: Lijst van Stolpersteine in Leiderdorp
Leidschendam-Voorburg
230 Stolpersteine: achttien in Leidschendam en 212 in Voorburg. Zie ook: Lijst van Stolpersteine in Leidschendam-Voorburg
Leudal
Vijf Stolpersteine in het dorp Heythuysen. Zie ook: Lijst van Stolpersteine in Leudal
Lochem
100 Stolpersteine: vijf in Almen, een in Barchem, een in Gorssel, een in Harfsen, een in Joppe, twee in Laren en 89 in Lochem.
Losser
Tien Stolpersteine. Zie ook: Lijst van Stolpersteine in Losser

### M
Maasdriel
Negen Stolpersteine in Rossum. Zie ook: Lijst van Stolpersteine in Maasdriel
Maashorst
Vier Stolpersteine in Uden. Zie ook: Lijst van Stolpersteine in Maashorst
Maassluis
Vijf Stolpersteine. Zie ook: Lijst van Stolpersteine in Maassluis
Maastricht
325 Stolpersteine. Zie ook: Lijst van Stolpersteine in Maastricht
Meerssen
Vijftien Stolpersteine: een in Geulle en veertien in Meerssen.
Meierijstad
Achttien Stolpersteine: een in Erp en zeventien in Veghel. Zie ook: Lijst van Stolpersteine in Meierijstad
Meppel
231 Stolpersteine.
Middelburg
48 Stolpersteine. Zie ook: Lijst van Stolpersteine in Middelburg
Midden-Drenthe
91 Stolpersteine: 54 in Beilen, zes in Bovensmilde, twee in Drijber, een in Elp, vier in Hoogersmilde, een in Hooghalen, negentien in Smilde, twee in Westerbork, een in Wijster en een in Zwiggelte. Zie ook: Lijst van Stolpersteine in Midden-Drenthe
Midden-Groningen
171 Stolpersteine in Foxhol, Froombosch, Hellum, Hoogezand, Kolham, Muntendam, Noordbroek, Sappemeer, Scharmer, Schildwolde, Siddeburen, Slochteren, Woudbloem en Zuidbroek.
Moerdijk
Drie Stolpersteine: een in Moerdijk en twee in Zevenbergen. Zie ook: Lijst van Stolpersteine in Moerdijk
Montferland
36 Stolpersteine: zeven in Didam, 27 in 's-Heerenberg en twee in Zeddam. Zie ook: Lijst van Stolpersteine in Montferland
Mook en Middelaar
Zeven Stolpersteine in Mook. Zie ook Lijst van Stolpersteine in Mook en Middelaar

### N
Neder-Betuwe
Vier Stolpersteine in Ochten. Zie ook: Lijst van Stolpersteine in Neder-Betuwe
Nieuwkoop
Drie Stolpersteine in Nieuwveen. Zie ook: Lijst van Stolpersteine in Nieuwkoop
Nijkerk
54 Stolpersteine. Zie ook: Lijst van Stolpersteine in Nijkerk
Nijmegen
125 Stolpersteine. Zie ook: Lijst van Stolpersteine in Nijmegen
Nissewaard
Zeventien Stolpersteine: drie in Heenvliet, vijf in Spijkenisse en negen in Zuidland. Zie ook: Lijst van Stolpersteine in Nissewaard
Noardeast-Fryslân
Twee Stolpersteine: een in Dokkum en een in Holwerd. Zie ook: Lijst van Stolpersteine in Noardeast-Fryslân
Noordenveld
Twee Stolpersteine in Nietap. Zie ook: Lijst van Stolpersteine in Noordenveld
Noordwijk (Zuid-Holland)
Dertien Stolpersteine. Zie ook: Lijst van Stolpersteine in Noordwijk
Nunspeet
Acht Stolpersteine: een in Hulshorst en zeven in Nunspeet. Zie ook: Lijst van Stolpersteine in Nunspeet

### O
Oegstgeest
24 Stolpersteine. Zie ook: Lijst van Stolpersteine in Oegstgeest
Oisterwijk
31 Stolpersteine: een in Heukelom, acht in Moergestel en 22 in Oisterwijk. Zie ook: Lijst van Stolpersteine in Oisterwijk
Oldambt
Dertig Stolpersteine: zes in Drieborg (een van deze stenen was de 40.000e die Gunter Demnig heeft geplaatst, op 3 juli 2013), acht in Midwolda, een in Nieuw-Beerta, in Nieuwolda en in Oudezijl, dertien in Winschoten. Zie ook: Lijst van Stolpersteine in Oldambt
Oldenzaal
63 Stolpersteine.
Olst-Wijhe
Vier Stolpersteine in Wijhe.
Ommen
27 Stolpersteine.
Oosterhout
Drie Stolpersteine. Zie ook: Lijst van Stolpersteine in Oosterhout
Oost Gelre
67 Stolpersteine in Groenlo.
Ooststellingwerf
Vier Stolpersteine in Waskemeer. Zie ook: Lijst van Stolpersteine in Ooststellingwerf
Opsterland
Veertien Stolpersteine in Gorredijk. Zie ook: Lijst van Stolpersteine in Opsterland
Oss
271 Stolpersteine: zes in Geffen en 265 in Oss. Zie ook: Lijst van Stolpersteine in Oss
Oude IJsselstreek
27 Stolpersteine: drie in Silvolde, achttien in Terborg, vier in Varsseveld en twee in Westendorp. Zie ook: Lijst van Stolpersteine in Oude IJsselstreek
Oudewater
Drie Stolpersteine. Zie ook: Lijst van Stolpersteine in Oudewater
Overbetuwe
Tien Stolpersteine in Elst. Zie ook: Lijst van Stolpersteine in Overbetuwe

### P
Pekela
147 Stolpersteine.
Pijnacker-Nootdorp
Vijf Stolpersteine.
Purmerend
Vijf Stolpersteine. Zie ook: Lijst van Stolpersteine in de regio Waterland
Putten
Negen Stolpersteine, en een Stolperdrempel bij Kasteel De Vanenburg. Zie ook: Lijst van Stolpersteine in Putten

### R
Raalte
38 Stolpersteine.
Renkum
Twee Stolpersteine. Zie ook: Lijst van Stolpersteine in Renkum
Rheden 
Eenentwintig Stolpersteine: elf in Dieren, vier in Ellecom en zes in Velp. Zie ook: Lijst van Stolpersteine in Rheden
Ridderkerk
Acht Stolpersteine. Zie ook: Lijst van Stolpersteine in Ridderkerk
Rijssen-Holten
89 Stolpersteine: 42 in Holten en 47 in Rijssen. In totaal komen er 126 in de stad te liggen.
Rijswijk
35 Stolpersteine. Zie ook: Lijst van Stolpersteine in Rijswijk
Roermond
86 Stolpersteine.
Roosendaal
28 Stolpersteine, onder andere voor pater/verzetsstrijder Gerardus Aloysius Averdieck. Zie ook: Lijst van Stolpersteine in Roosendaal
Rotterdam
Op initiatief van de Stichting Comité Loods 24 zijn medio 2023 ongeveer achthonderd Stolpersteine geplaatst (onder andere voor de ouders van Isaac Lipschits en de grootouders van Job Cohen). De stichting legt er jaarlijks ongeveer honderd. Al enkele malen zijn Rotterdamse Stolpersteine gestolen. Ze worden teruggeplaatst en - evenals nieuw te plaatsen Stolpersteine - steviger in de bodem verankerd.
- Meer dan honderd Stolpersteine liggen in het Liskwartier.[196][197]
- 48 Stolpersteine liggen in Rotterdam Centrum. Zie ook: Lijst van Stolpersteine in Rotterdam-Centrum
- 101 Stolpersteine liggen in Delfshaven. Zie ook: Lijst van Stolpersteine in Rotterdam-West
- 34 Stolpersteine liggen in Hillegersberg-Schiebroek. Zie ook: Lijst van Stolpersteine in Hillegersberg-Schiebroek
- Vijf Stolpersteine liggen in Hoek van Holland. Zie ook: Lijst van Stolpersteine in Hoek van Holland
- 40 Stolpersteine liggen in Kralingen-Crooswijk. Zie ook: Lijst van Stolpersteine in Rotterdam-Oost
- 83 Stolpersteine liggen in Rotterdam-Zuid (Charlois en Feijenoord). Zie ook: Lijst van Stolpersteine in Rotterdam-Zuid

### S
Schagen
Negen Stolpersteine. Zie ook: Lijst van Stolpersteine in de regio West-Friesland
Schiedam
148 Stolpersteine. Zie ook: Lijst van Stolpersteine in Schiedam
Schiermonnikoog
Vijf Stolpersteine. Zie ook: Lijst van Stolpersteine in Schiermonnikoog
Schouwen-Duiveland
23 Stolpersteine: een in Burgh-Haamstede en 22 in Zierikzee. Zie ook: Lijst van Stolpersteine in Schouwen-Duiveland
Sint-Michielsgestel
Zeven Stolpersteine: zes in Berlicum en een in Sint-Michielsgestel. Zie ook: Lijst van Stolpersteine in Sint-Michielsgestel
Sittard-Geleen
Ruim 170 Stolpersteine voor slachtoffers uit Buchten, Einighausen, Geleen, Grevenbicht, Limbricht, Obbicht en Sittard.
Sliedrecht
41 Stolpersteine. Zie ook: Lijst van Stolpersteine in Sliedrecht
Smallingerland
22 Stolpersteine in Drachten. Zie ook: Lijst van Stolpersteine in Smallingerland
Soest
Drie Stolpersteine. Zie ook: Lijst van Stolpersteine in Soest
Someren
Een Stolperstein. Zie ook: Lijst van Stolpersteine in Someren
Stadskanaal
143 Stolpersteine in Mussel, Musselkanaal, Onstwedde en Stadskanaal.
Staphorst
Een struikeldrempel in Rouveen.
Steenwijkerland
62 Stolpersteine: acht in Blokzijl, 53 in Steenwijk en een in Eesveen. Zie ook: Lijst van Stolpersteine in Steenwijkerland
Stein
Zeventien Stolpersteine: een in Elsloo, vijf in de plaats Stein en elf in Urmond. Zie ook: Lijst van Stolpersteine in Stein
Stichtse Vecht
Vijf Stolpersteine in Maarssen. Zie ook: Lijst van Stolpersteine in Stichtse Vecht
Súdwest-Fryslân
25 Stolpersteine in Sneek. Aldaar worden zij stroffelstiennen genoemd. Zie ook: Lijst van stroffelstiennen in Súdwest-Fryslân

### T
Terneuzen
Tien Stolpersteine. Zie ook: Lijst van Stolpersteine in Terneuzen
Terschelling
Drie Stolpersteine. Zie ook: Lijst van Stolpersteine in Terschelling
Teylingen
Een Stolperstein in Voorhout. Zie ook: Lijst van Stolpersteine in Teylingen
Tiel
21 Stolpersteine: twintig voor Joodse slachtoffers en een voor een Jehova's getuige. Zie ook: Lijst van Stolpersteine in Tiel
Tietjerksteradeel
Drie Stolpersteine: een in Giekerk en twee in Bergum. Zie ook: Lijst van Stolpersteine in Tietjerksteradeel
Tilburg
73 Stolpersteine: een in Biezenmortel, 70 in de stad Tilburg en twee in Udenhout. Zie ook: Lijst van Stolpersteine in Tilburg
Twenterand
Negen Stolpersteine.
Tubbergen
Een Stolperstein. Zie ook: Lijst van Stolpersteine in Tubbergen
Tynaarlo
Achttien Stolpersteine in Zuidlaren. Zie ook: Lijst van Stolpersteine in Tynaarlo

### U
Uitgeest
Drie Stolpersteine. Zie ook: Lijst van Stolpersteine in Uitgeest
Urk
Drie Stolpersteine. Zie ook: Lijst van Stolpersteine in Flevoland
Utrecht
265 Stolpersteine, waarvan vijf bij het voormalige Centraal Israëlitisch Weeshuis aan de Nieuwegracht (onder andere voor de turnster Judikje Simons) en een voor Truus van Lier aan de Prins Hendriklaan. In de buurt Oog in Al liggen 46 Stolpersteine. Zie ook: Lijst van Stolpersteine in Utrecht (gemeente)
Utrechtse Heuvelrug
49 Stolpersteine: vierentwintig in Doorn, twintig in Driebergen-Rijsenburg, drie in Maarn en twee in Maarsbergen.

### V
Vaals
Negen Stolpersteine. Zie ook: Lijst van Stolpersteine in Vaals
Valkenburg aan de Geul
42 Stolpersteine.
Valkenswaard
Twee Stolpersteine. Zie ook: Lijst van Stolpersteine in Valkenswaard
Veenendaal
Veertien Stolpersteine.
Veere
Zes Stolpersteine: twee in Domburg, vier in Veere. Zie ook: Lijst van Stolpersteine in Veere
Velsen
36 Stolpersteine: een in Driehuis, zeventien in IJmuiden, vijftien in Santpoort-Zuid en drie in Velsen-Noord. Zie ook: Lijst van Stolpersteine in Velsen
Venlo
56 Stolpersteine: twee in Steyl, twee in Velden en 52 in Venlo. Zie ook: Lijst van Stolpersteine in Venlo
Venray
Tien Stolpersteine: drie in Castenray, vijf in Oirlo en twee in Venray. Zie ook: Lijst van Stolpersteine in Venray
Vijfheerenlanden
Zes Stolpersteine: twee in Ameide, twee in Leerdam en twee in Vianen. Zie ook: Lijst van Stolpersteine in Vijfheerenlanden
Vlaardingen
Vijftien Stolpersteine. Zie ook: Lijst van Stolpersteine in Vlaardingen
Vlissingen
31 Stolpersteine. Zie ook: Lijst van Stolpersteine in Vlissingen
Voorne aan Zee
28 Stolpersteine: 21 in Brielle, een in Hellevoetsluis en zes in Oostvoorne. Zie ook: Lijst van Stolpersteine in Voorne aan Zee
Voorschoten
Twee Stolpersteine. Zie ook: Lijst van Stolpersteine in Voorschoten

### W
Waadhoeke
Negen Stolpersteine: twee in Beetgum, twee in Beetgumermolen, twee in Berlikum, twee in Marssum en een in Menaldum. Zie ook: Lijst van Stolpersteine in Waadhoeke
Waalwijk
Vier Stolpersteine in Waspik. Zie ook: Lijst van Stolpersteine in Waalwijk
Waddinxveen
Een Stolperstein. Zie ook: Lijst van Stolpersteine in Waddinxveen
Wassenaar
45 Stolpersteine. Zie ook: Lijst van Stolpersteine in Wassenaar
Waterland
Twintig Stolpersteine: zestien in Monnickendam en vier in Watergang. Zie ook: Lijst van Stolpersteine in de regio Waterland
West Betuwe
Veertien Stolpersteine: twee in Beesd, zes in Herwijnen, vier in Ophemert en twee in Rumpt. Zie ook: Lijst van Stolpersteine in West Betuwe
Westerkwartier
76 Stolpersteine: een in Doezum, 68 in Leek, drie in Niezijl en vier in Visvliet.
Westerveld
Negen Stolpersteine in Dwingeloo. Zie ook: Lijst van Stolpersteine in Westerveld
Westland
Tien Stolpersteine: vijf in Monster en vijf in Naaldwijk. Zie ook: Lijst van Stolpersteine in Westland
Weststellingwerf
Vijf Stolpersteine in Wolvega. Zie ook: Lijst van Stolpersteine in Weststellingwerf
Wierden
Twintig Stolpersteine: zeventien in Enter en drie in Wierden.
Winterswijk
73 Stolpersteine. Zie ook: Lijst van Stolpersteine in Winterswijk
Woerden
Zeventien Stolpersteine. Zie ook: Lijst van Stolpersteine in Woerden

### Z
Zaanstad
173 Stolpersteine.
Zaltbommel
Vijftig Stolpersteine. Zie ook: Lijst van Stolpersteine in Zaltbommel
Zandvoort
Acht Stolpersteine. Zie ook: Lijst van Stolpersteine in Zandvoort
Zevenaar
Achttien Stolpersteine. Zie ook: Lijst van Stolpersteine in Zevenaar
Zoetermeer
Drie Stolpersteine. Zie ook: Lijst van Stolpersteine in Zoetermeer
Zutphen
180 Stolpersteine: vijf in Warnsveld en 175 in Zutphen, onder meer voor de familie van Zoni Weisz.
Zwartewaterland
Elf Stolpersteine in Zwartsluis. Zie ook: Lijst van Stolpersteine in Zwartewaterland
Zwijndrecht
Negentien Stolpersteine. Zie ook: Lijst van Stolpersteine in Zwijndrecht
Zwolle
456 Stolpersteine.

## Fotogalerij

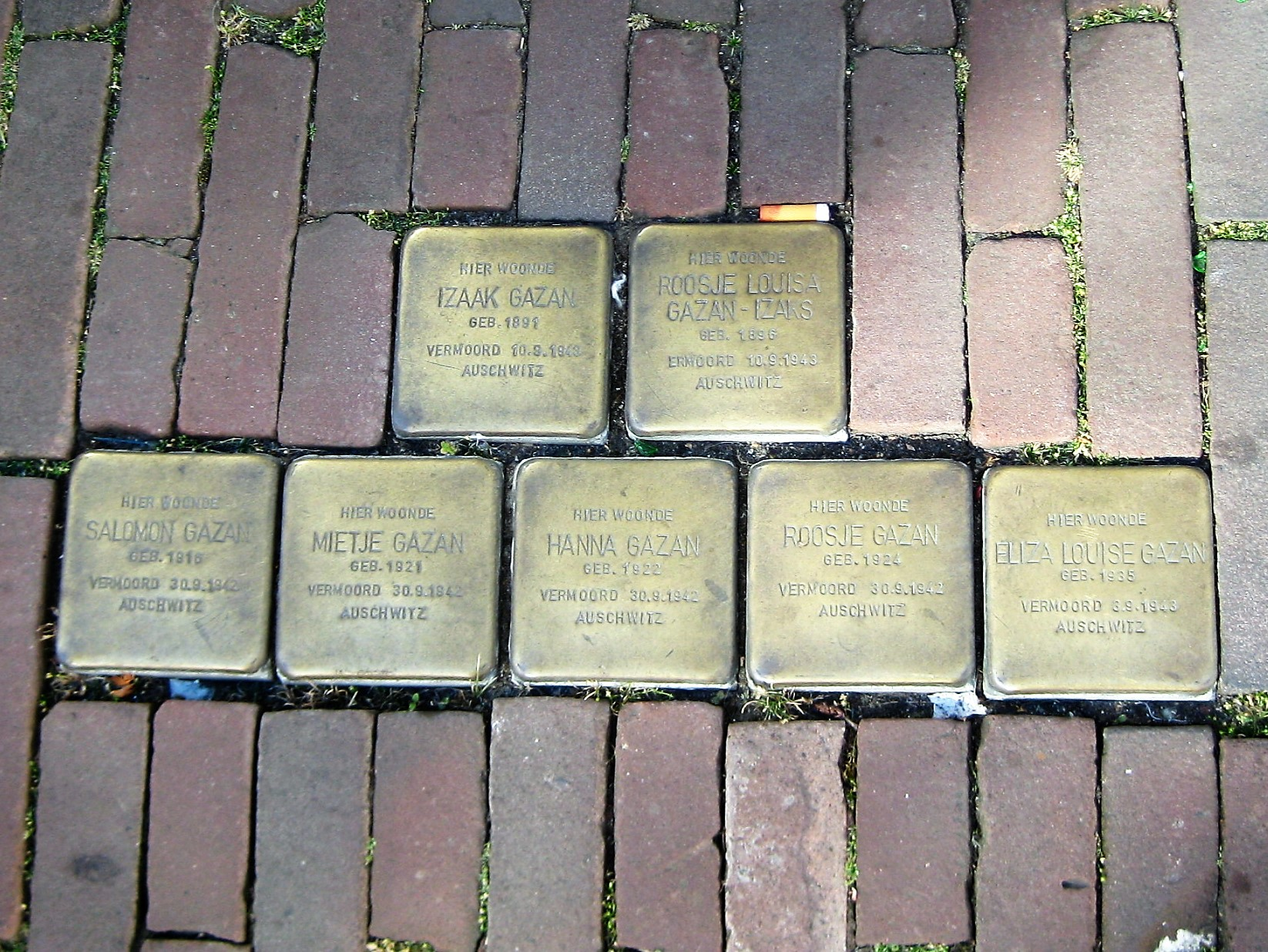
Stolpersteine voor de familie Gazan in Brielle, 25 juli 2011
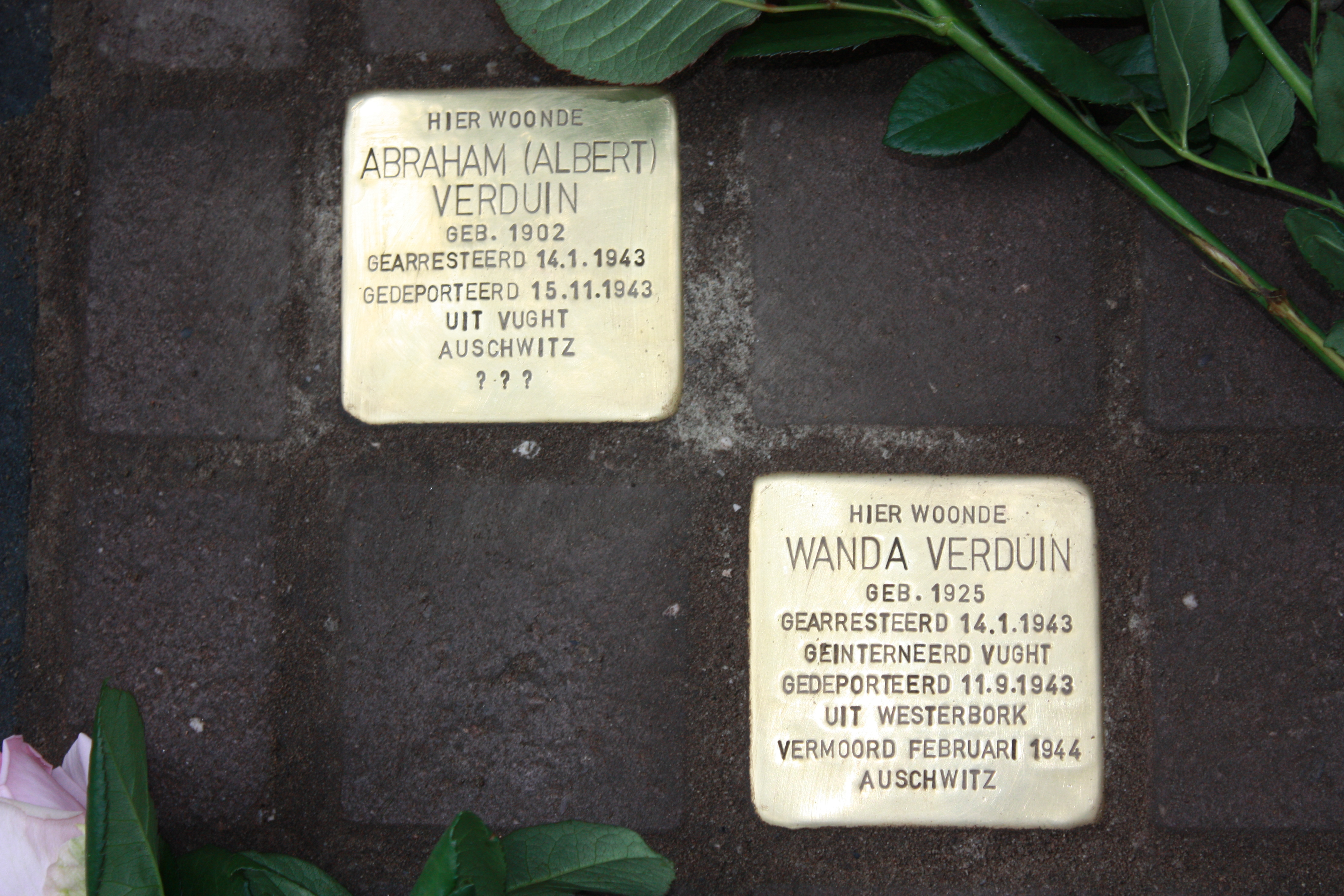
Stolpersteine voor de familie Verduin in Bussum, 26 juli 2011
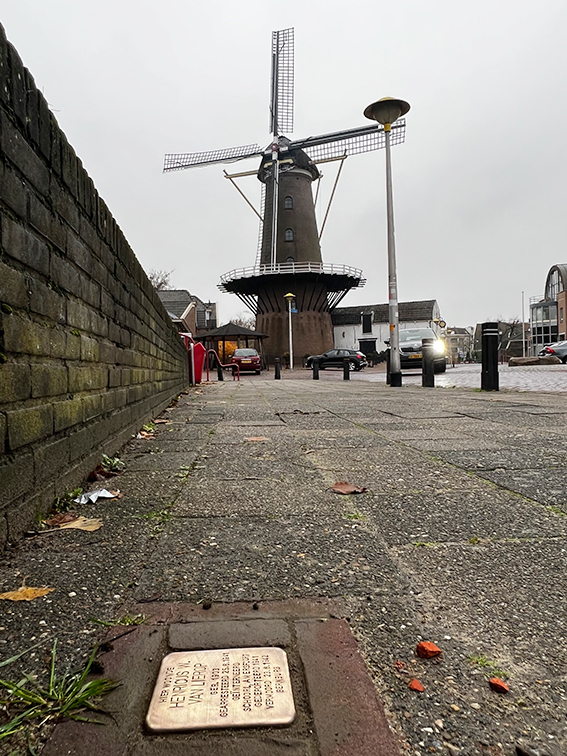
Stolperstein voor Henk van Lierop in Culemborg
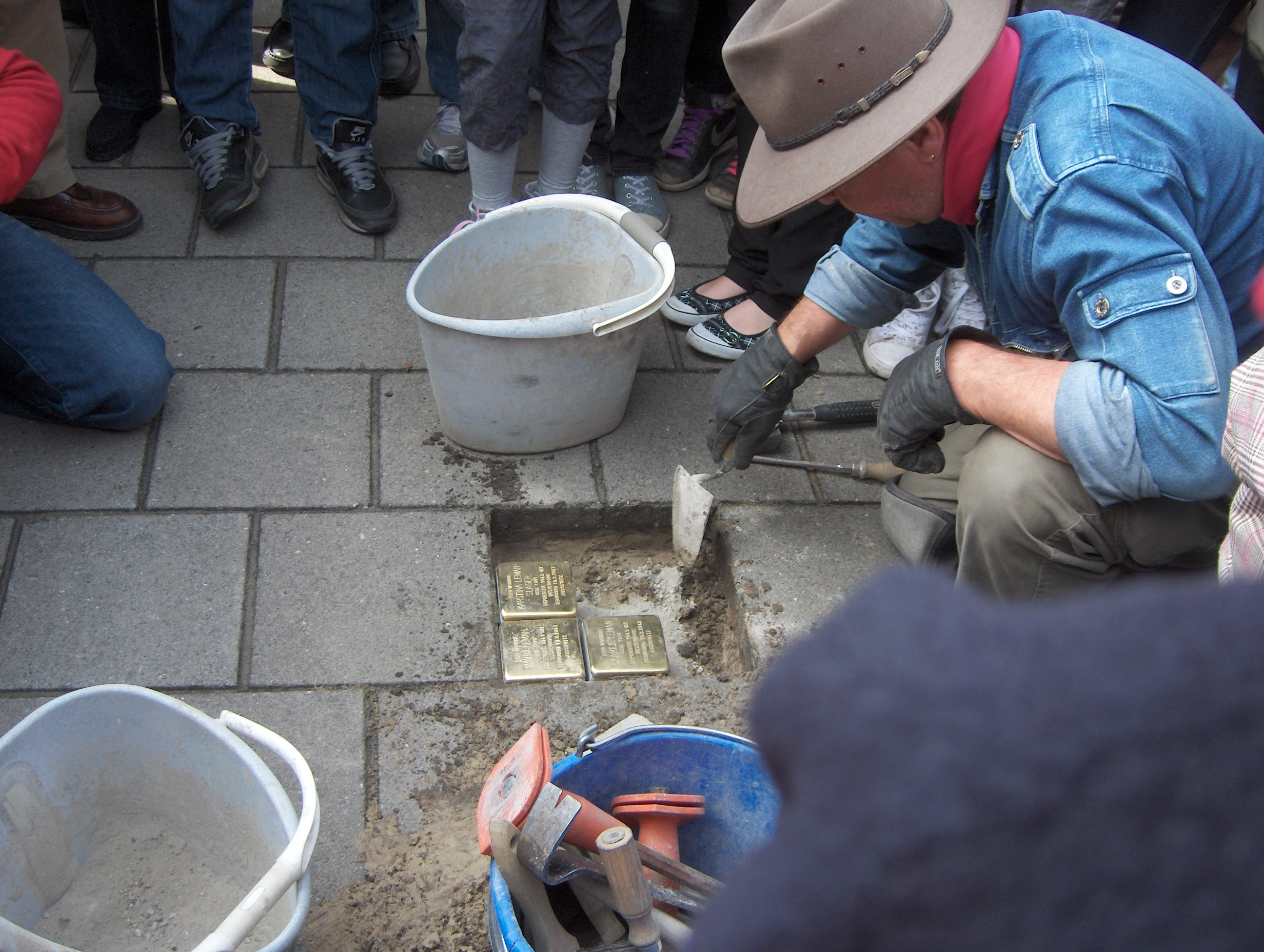
Plaatsing van Stolpersteine in Glanerbrug, 29 april 2009
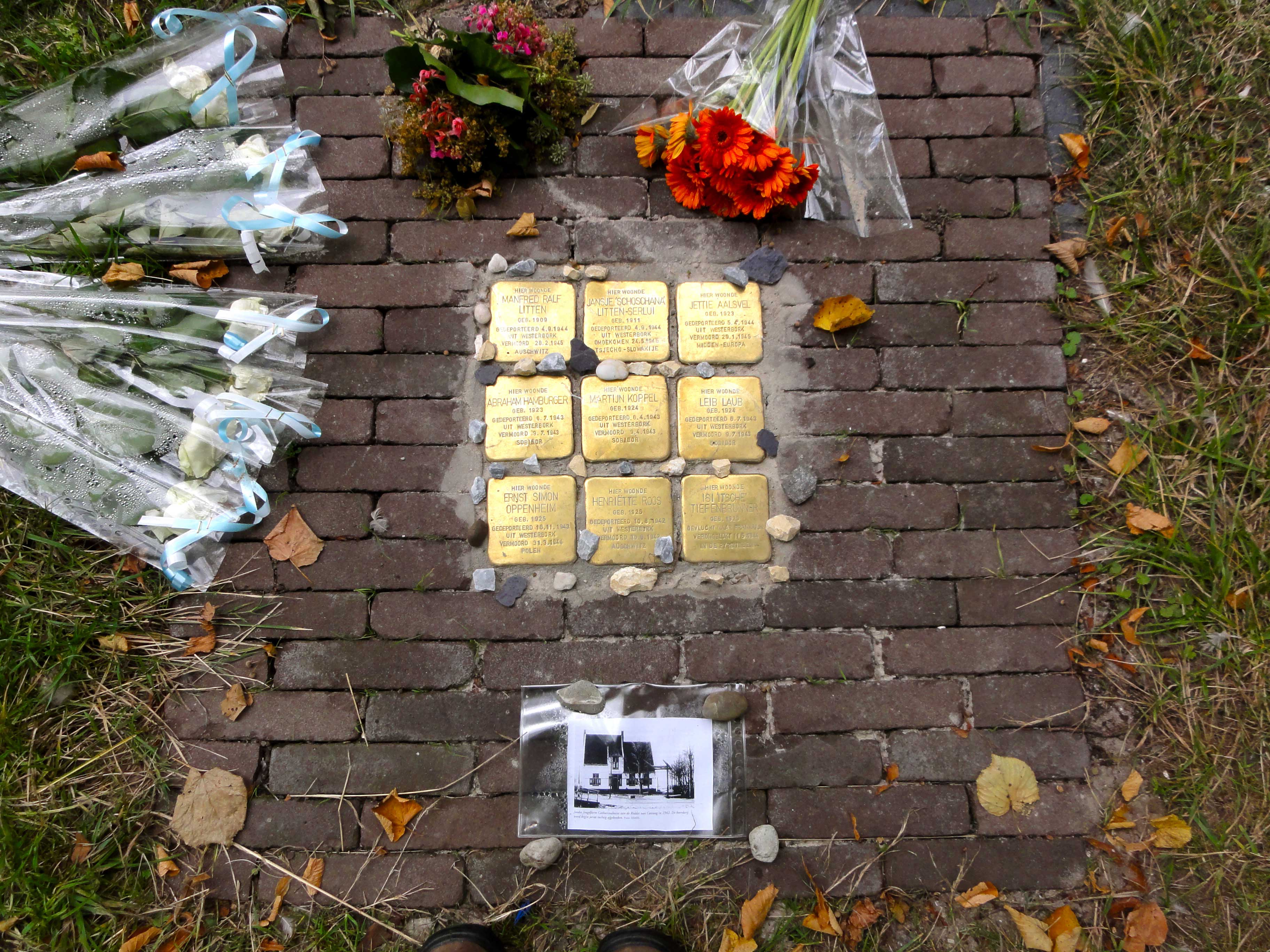
Stolpersteine voor de bewoners van de jeugdfarm Catharinahoeve in Gouda, augustus 2012
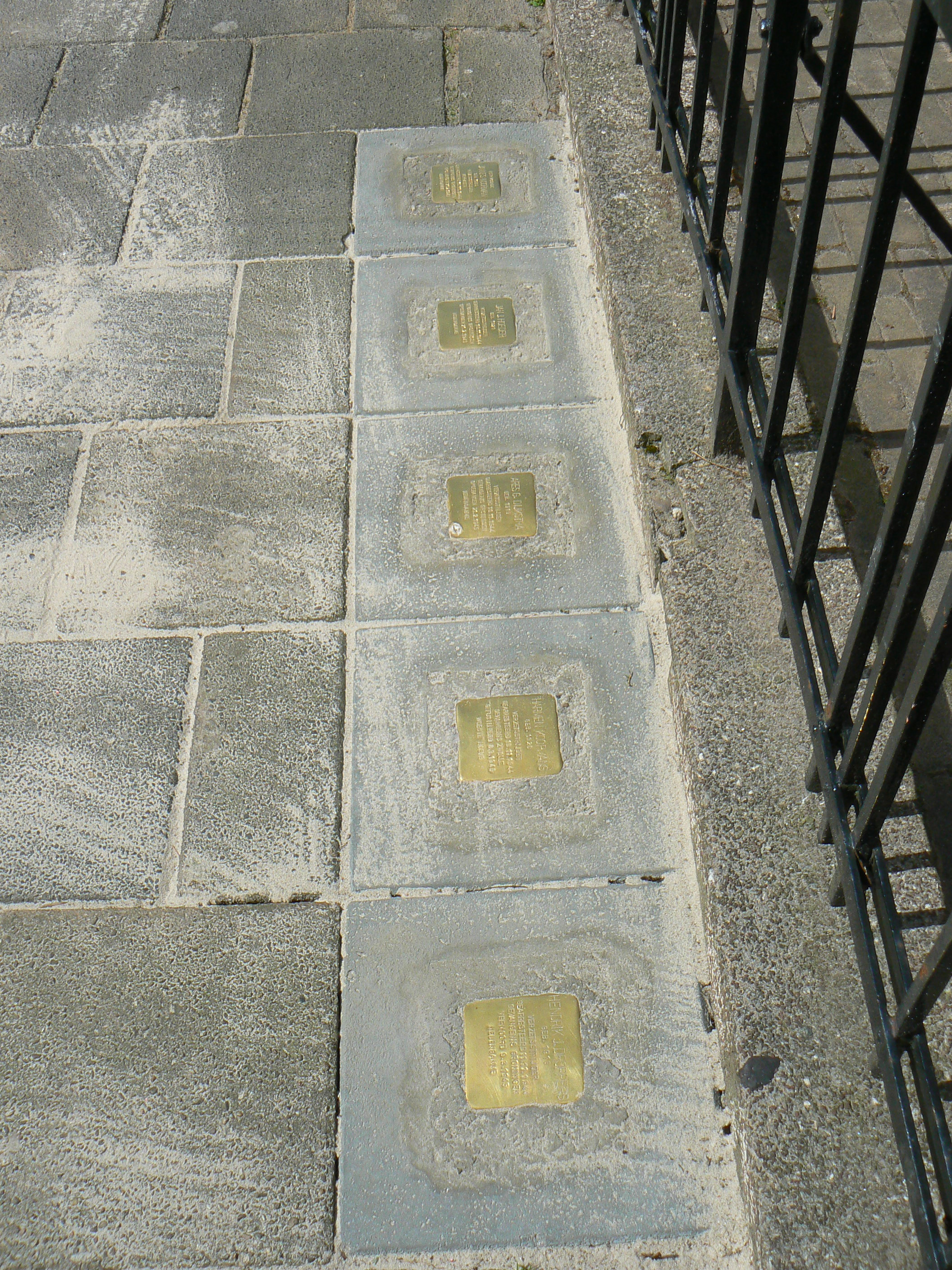
Stolpersteine voor vijf verzetsstrijders in Groningen, 11 april 2010
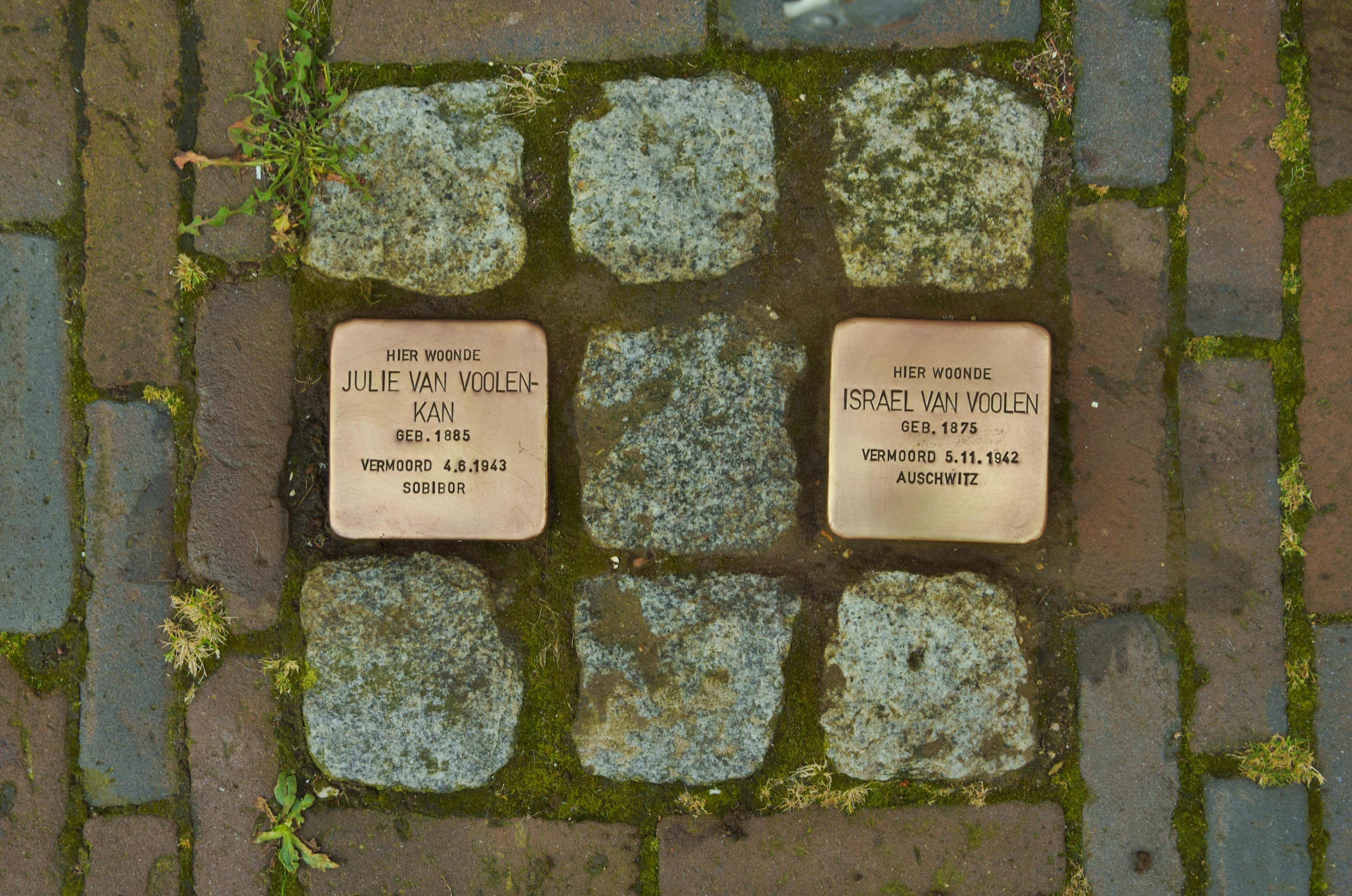
Stolpersteine voor Julie en Israel van Voolen in Haarlem, 1 maart 2013
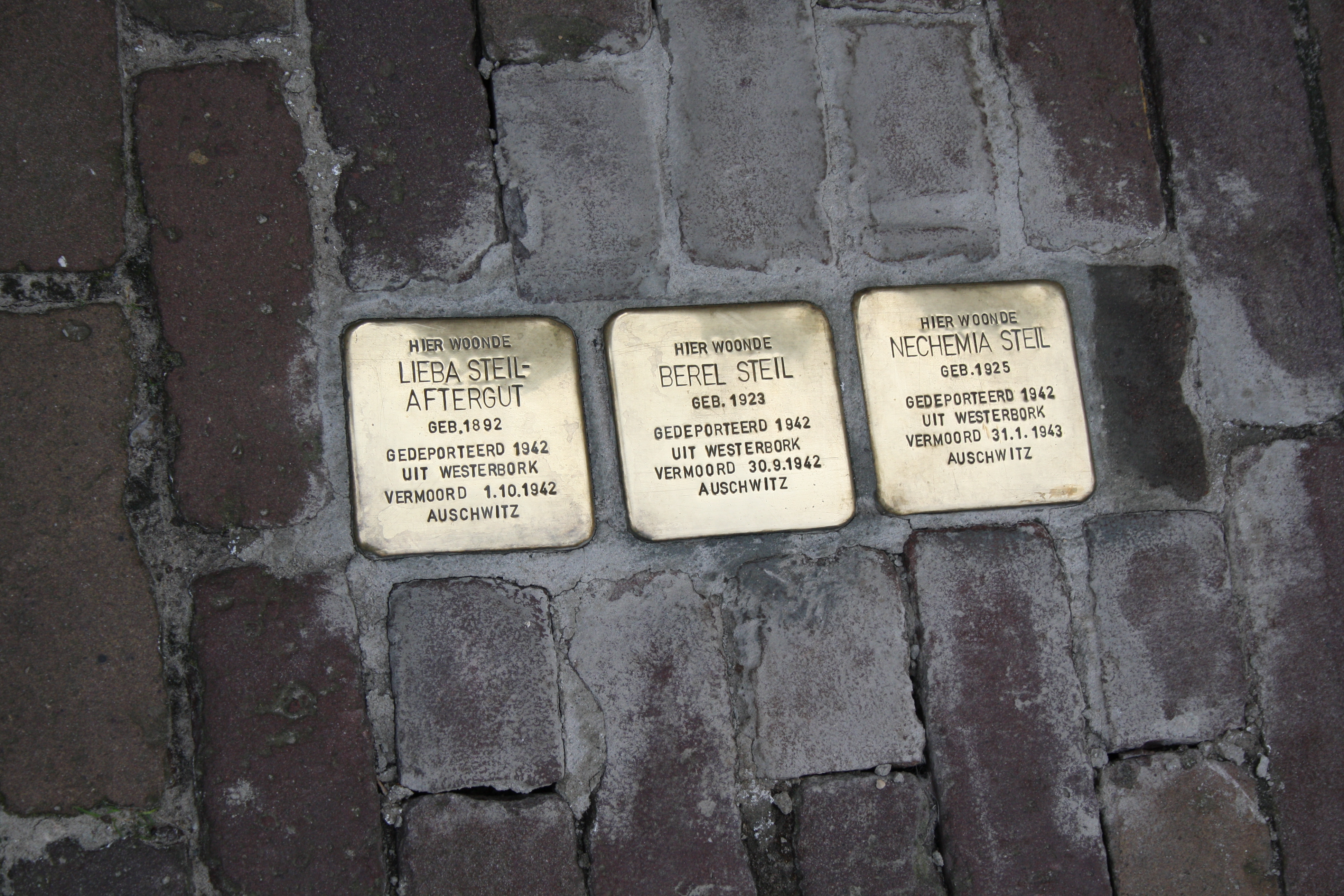
Stolpersteine voor de familie Steil in Harlingen, 20 augustus 2012
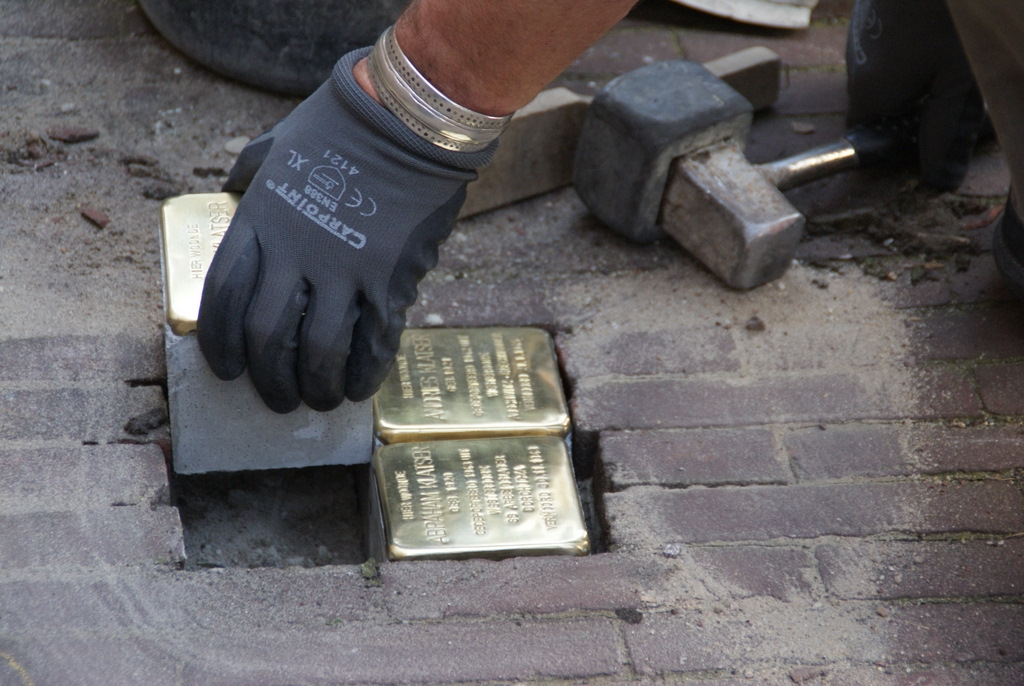
Leggen van Stolpersteine in Hattem, 26 april 2011
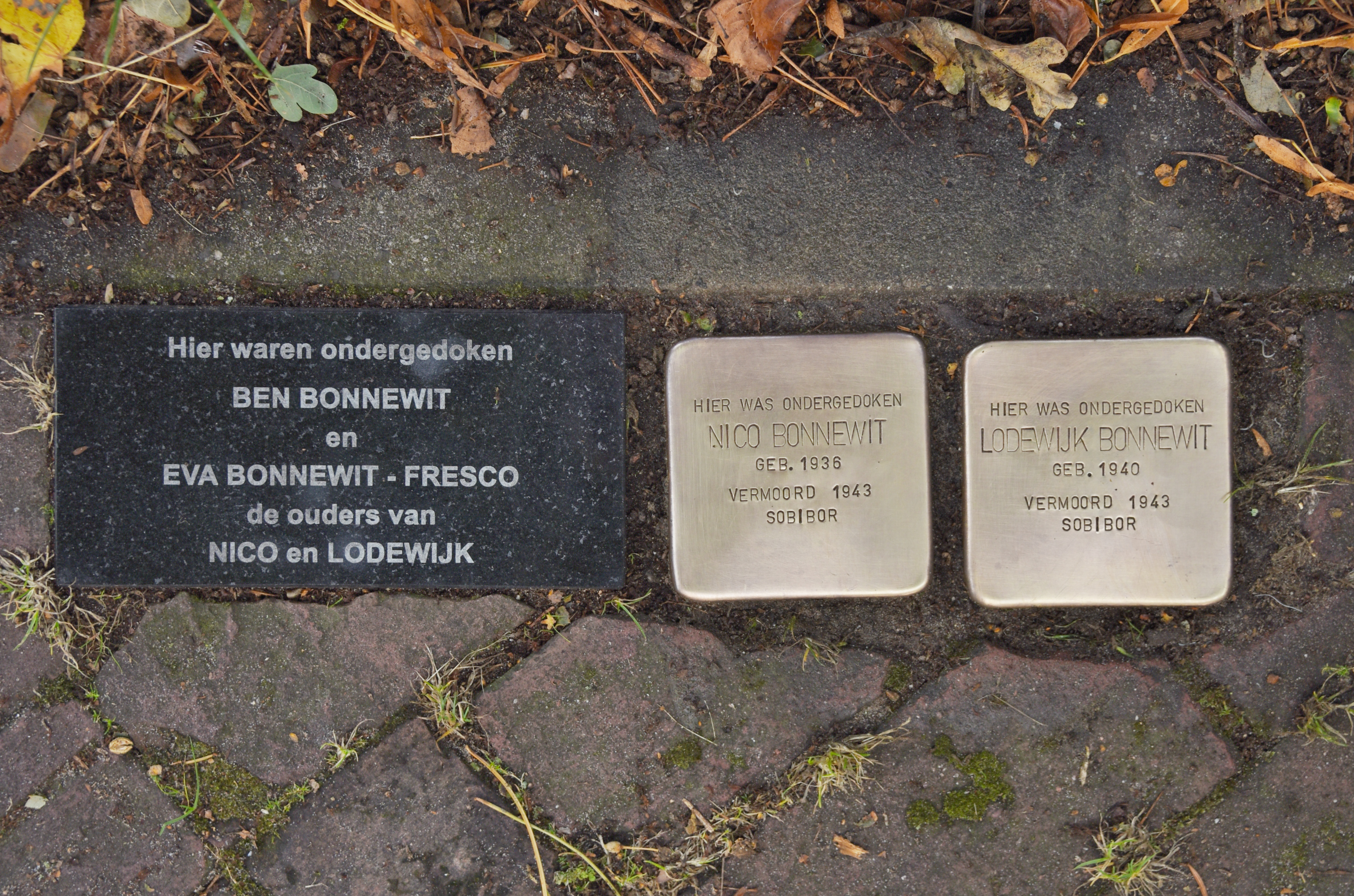
Stolpersteine voor Nico en Lodewijk Bonnewit in Heiloo, 12 februari 2017
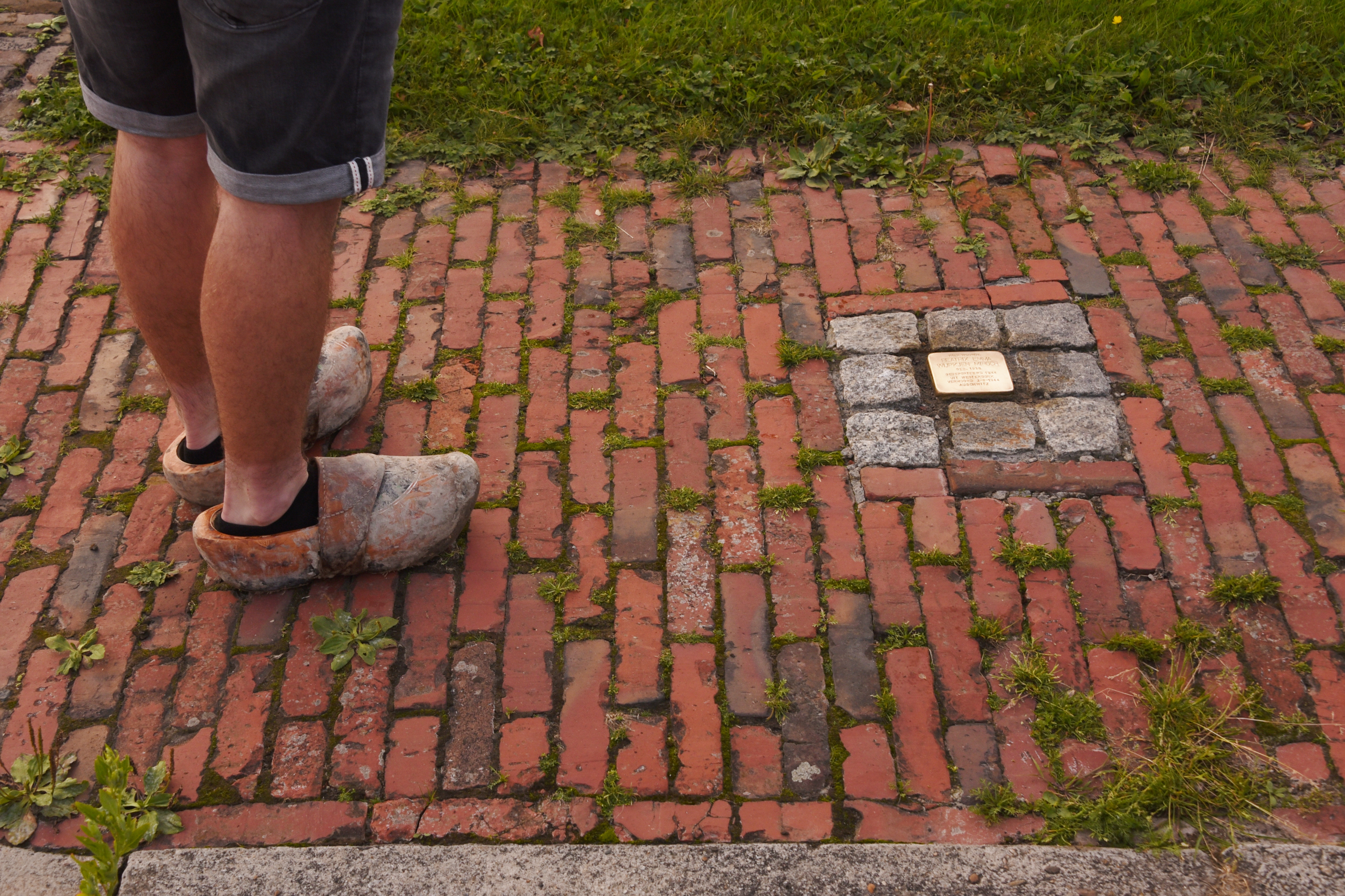
Stolperstein voor Beatrix Enna Wijpken Miroch in Holwerd, 8 oktober 2018
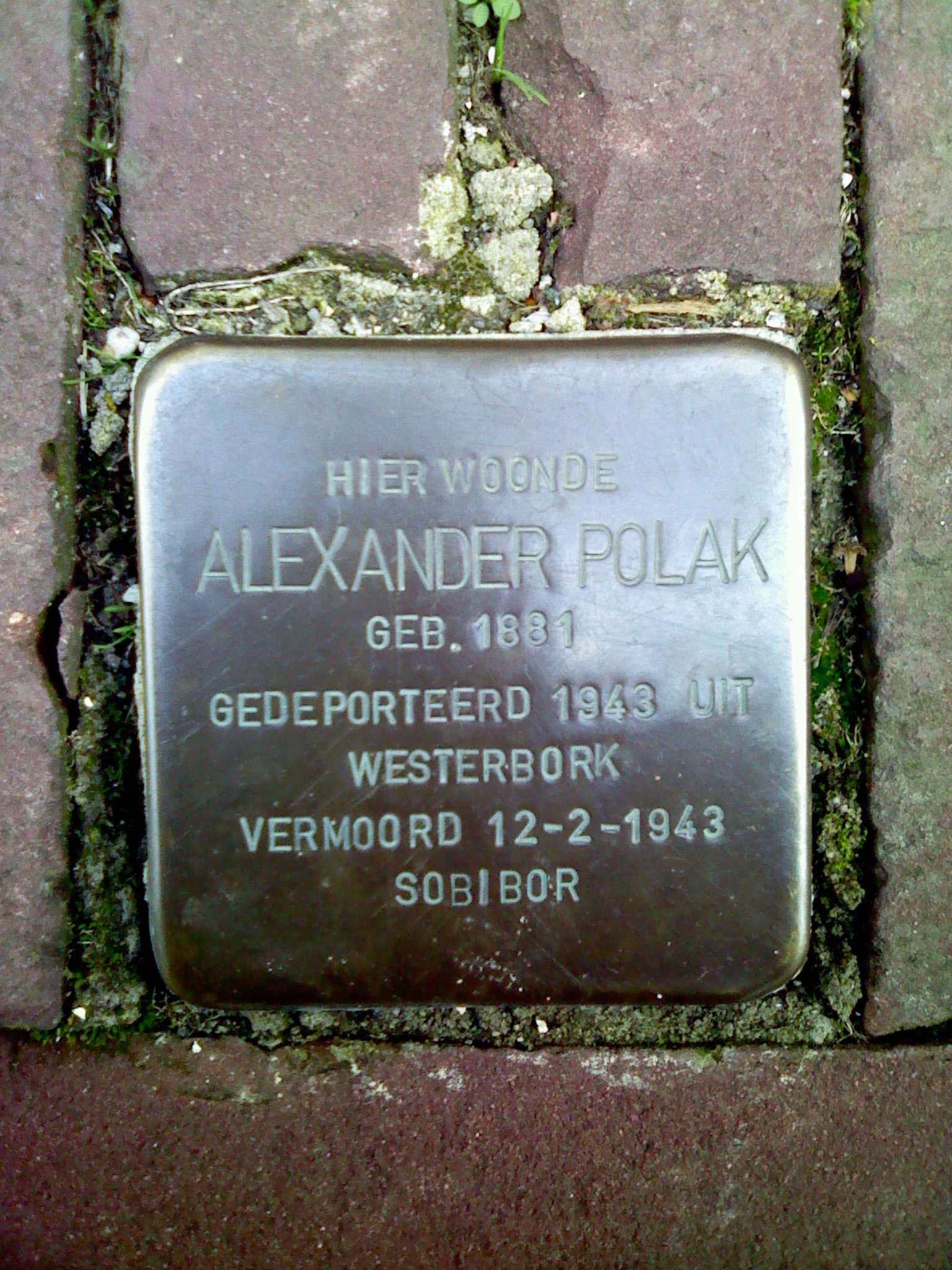
Stolperstein voor Alexander Polak in Hoorn, 19 juni 2012
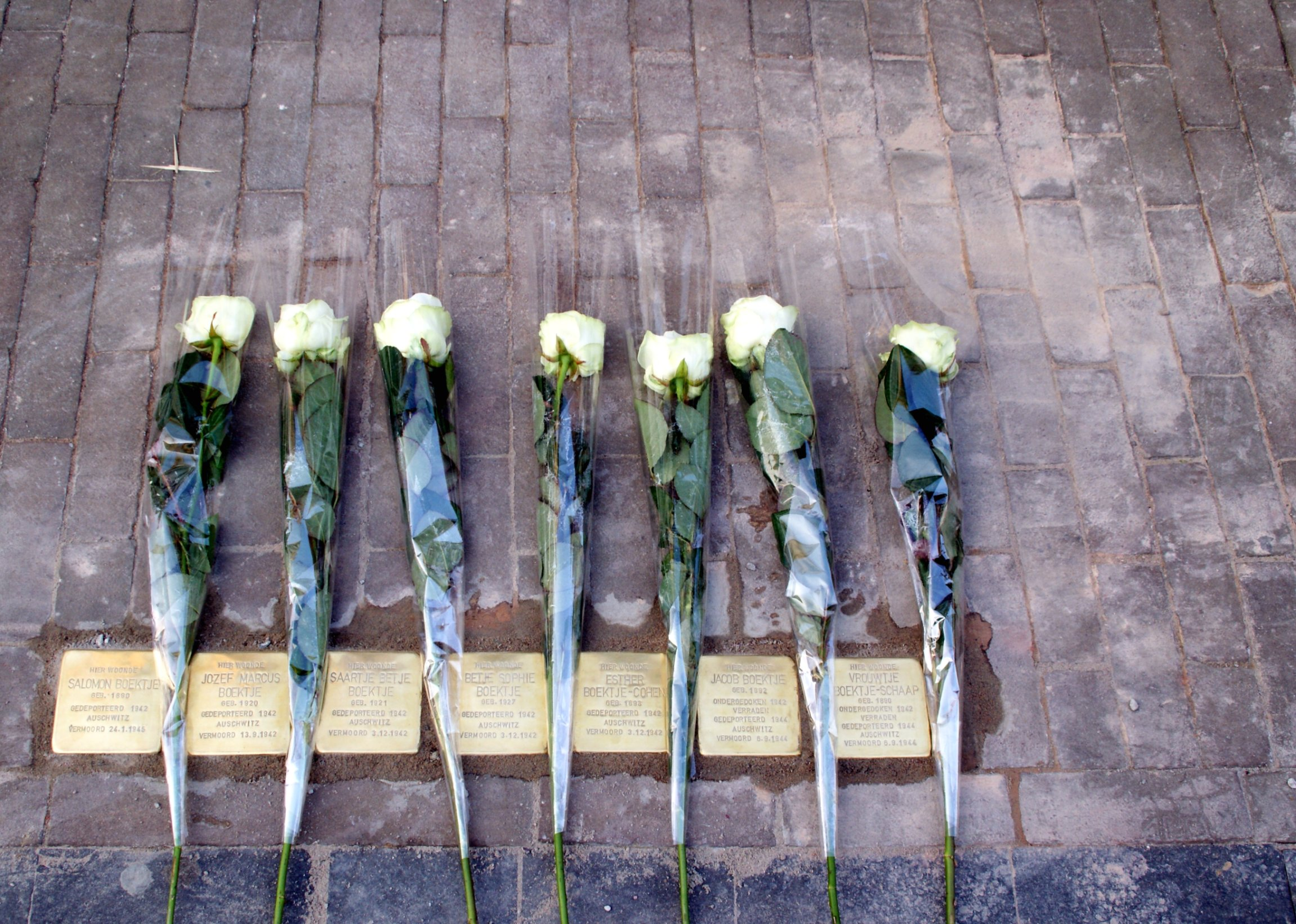
Stolpersteine voor de familie Boektje in Kampen, 21 april 2011
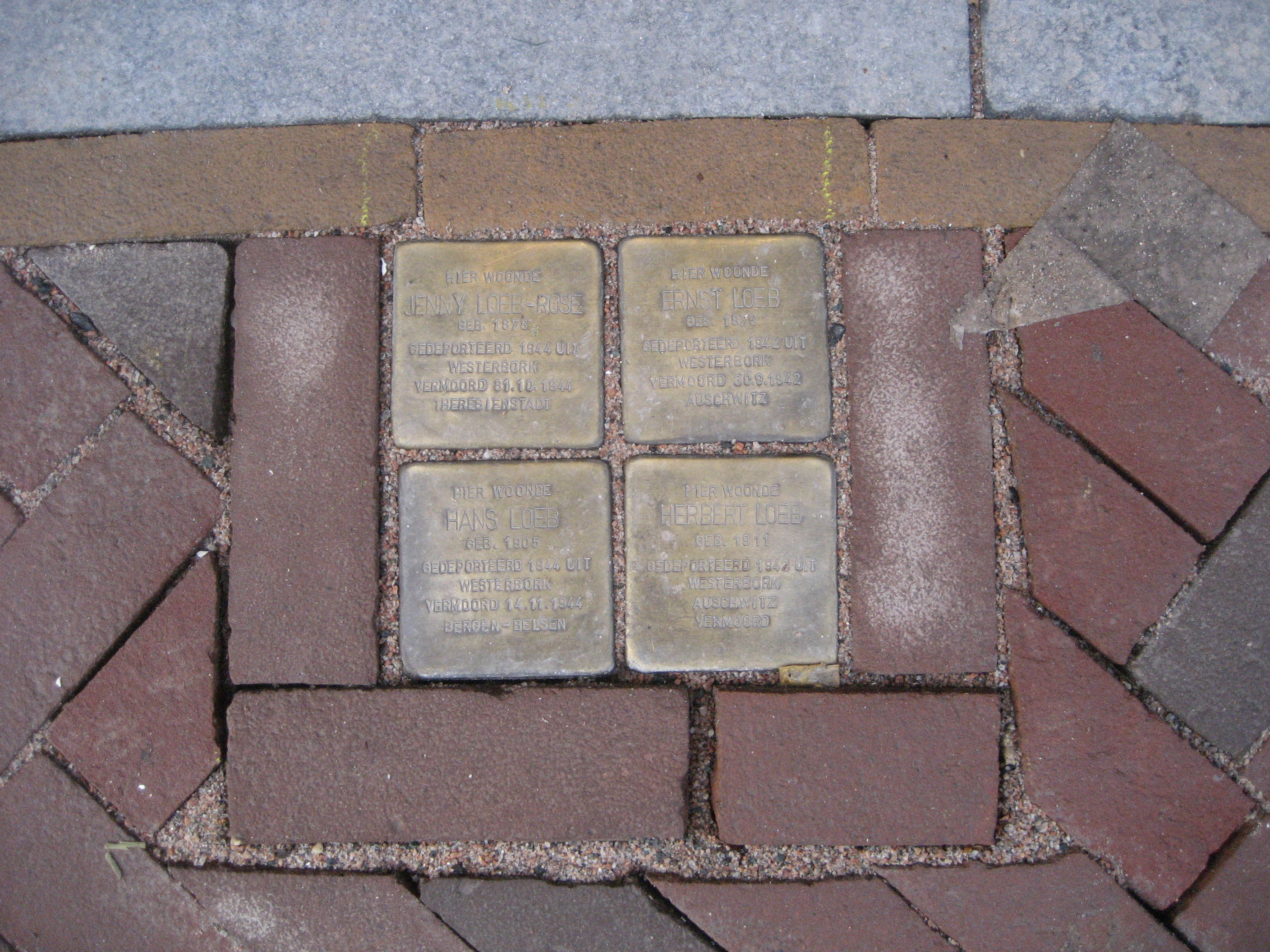
Stolpersteine voor de familie Loeb in Leiden, 8 april 2010
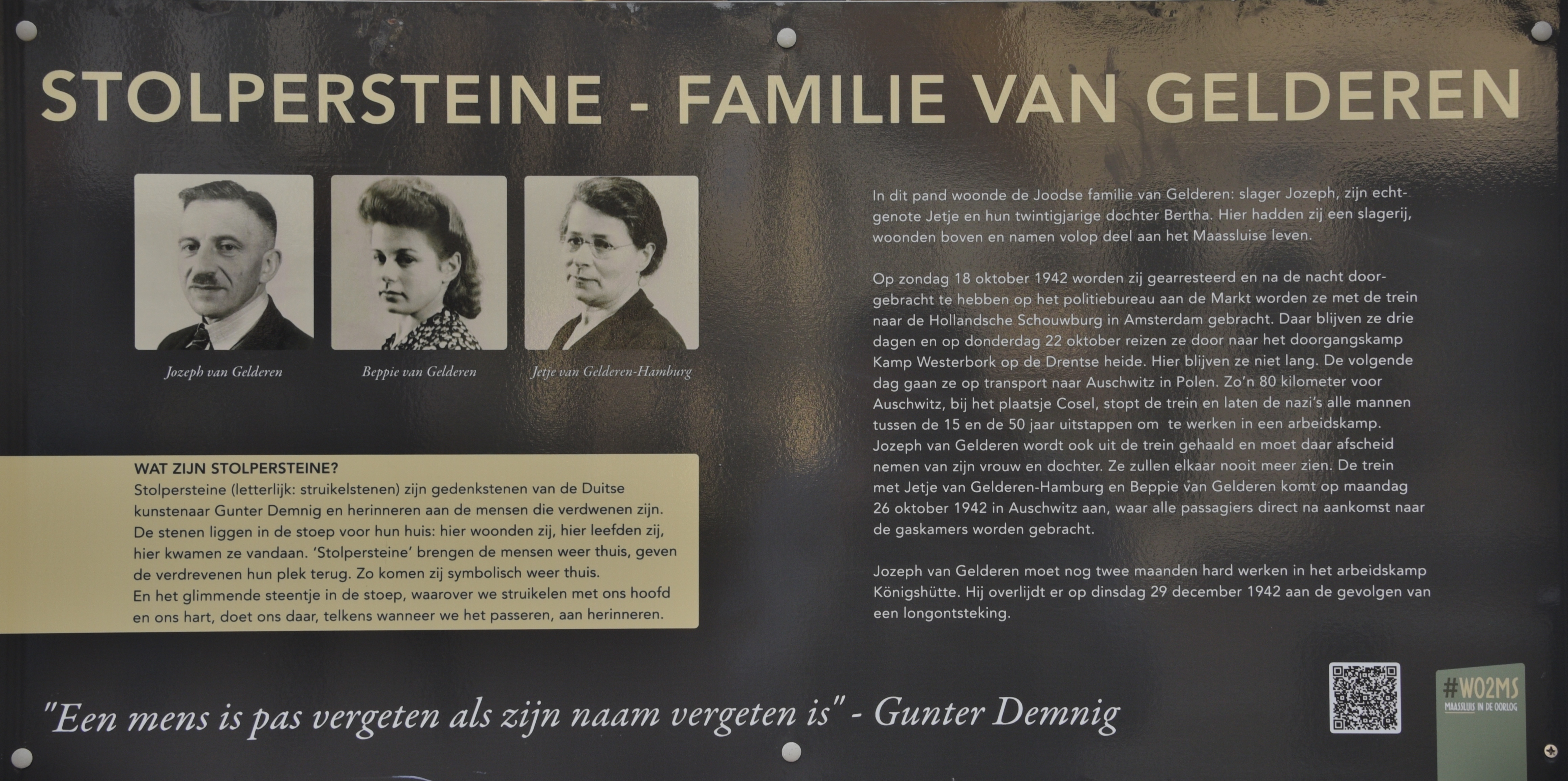
Gedenkplaat voor de familie Van Gelderen in Maassluis, 31 oktober 2014
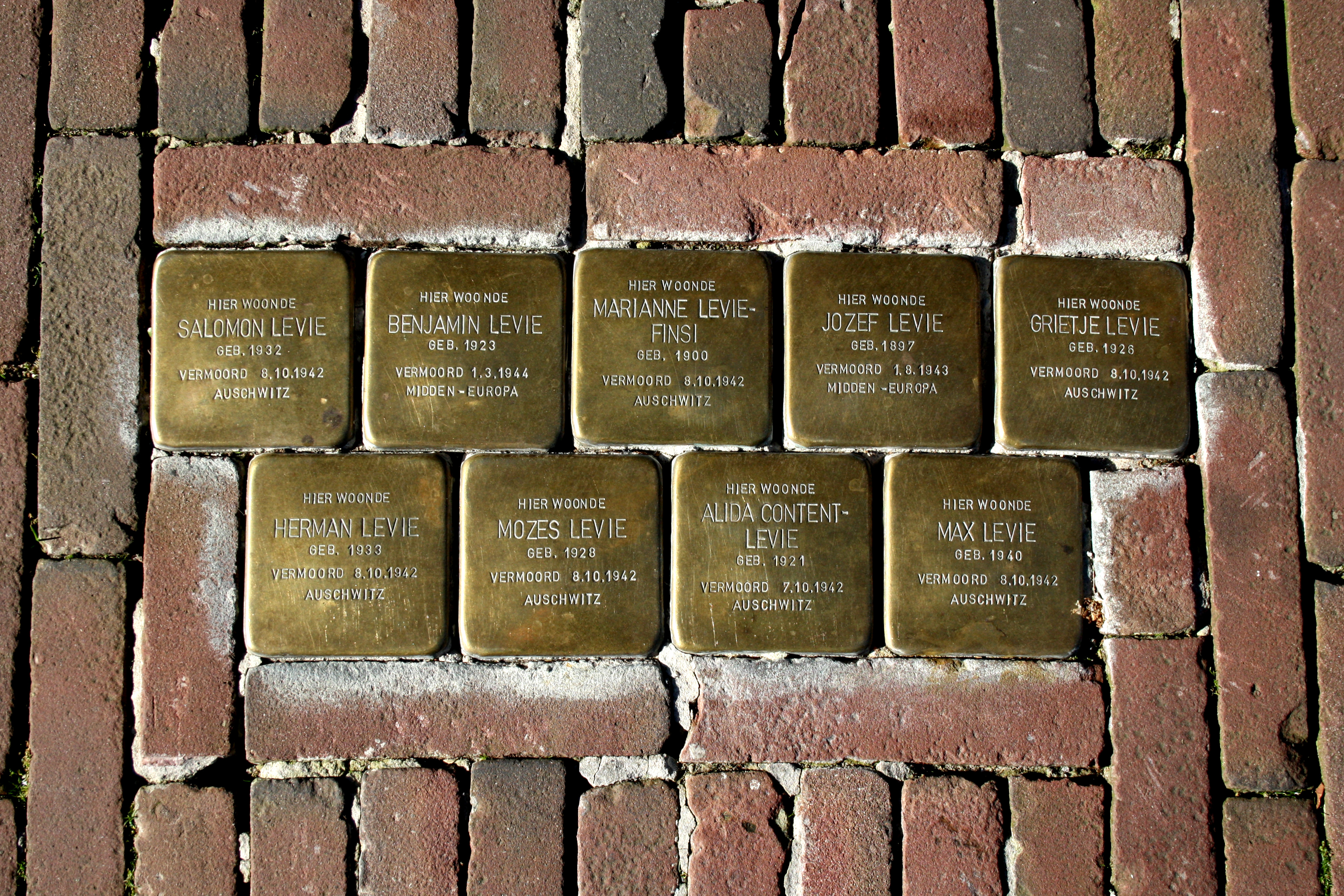
Stolpersteine voor de familie Levie in Meppel, 11 oktober 2012
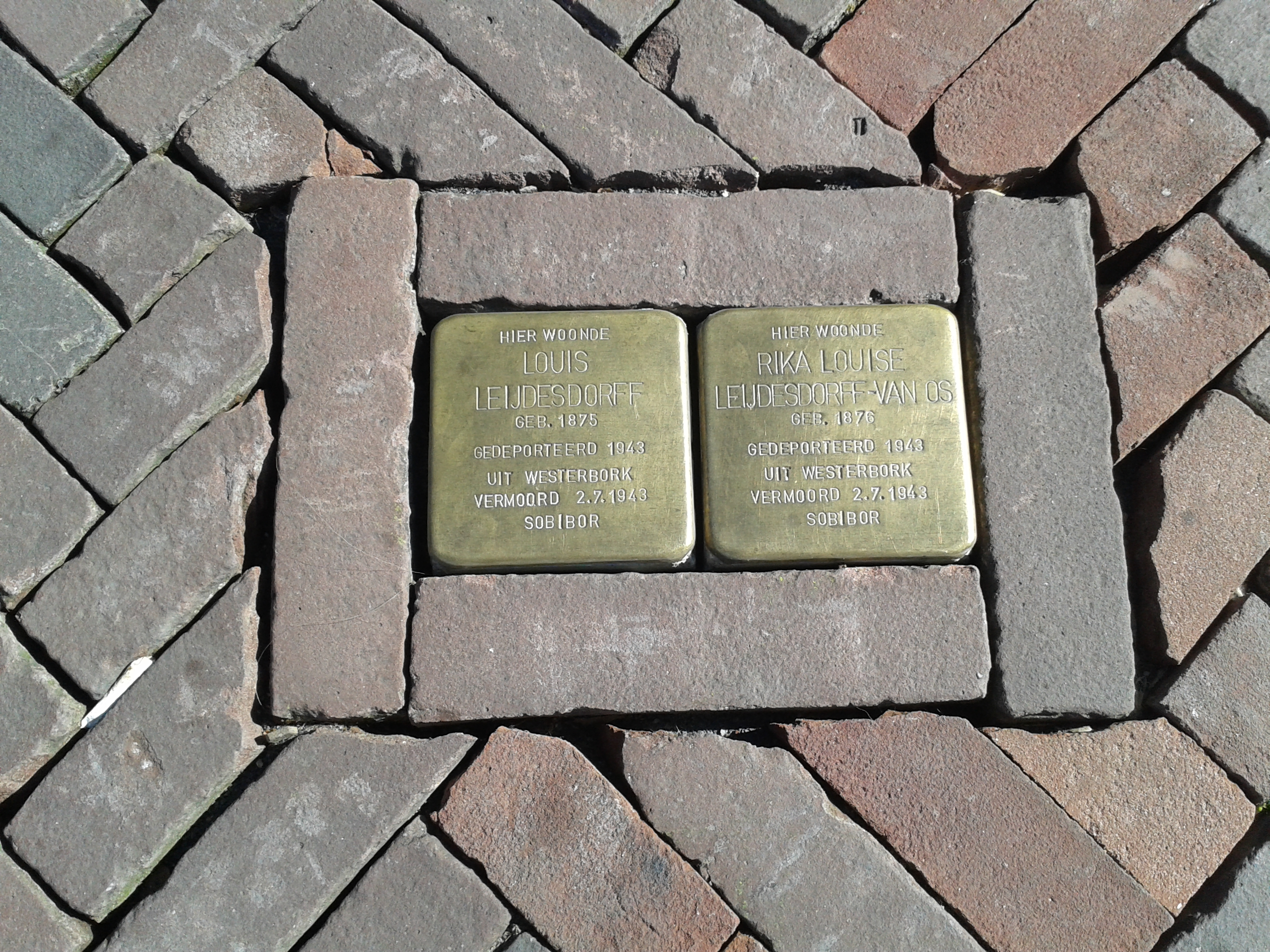
Stolpersteine voor de familie Leijdesdorff in Middelburg, 7 mei 2016
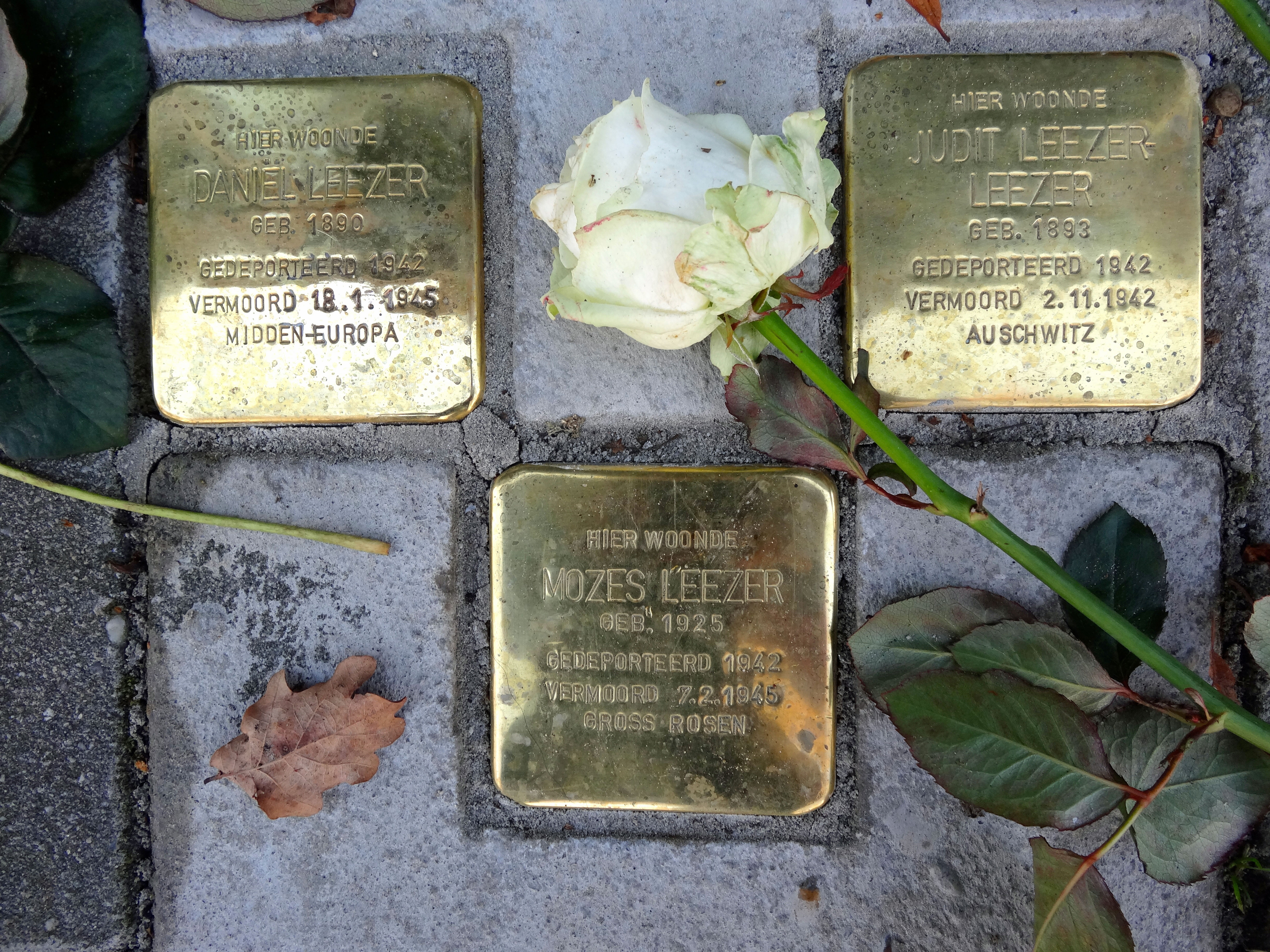
Stolpersteine voor de familie Leezer in Musselkanaal, 6 november 2014
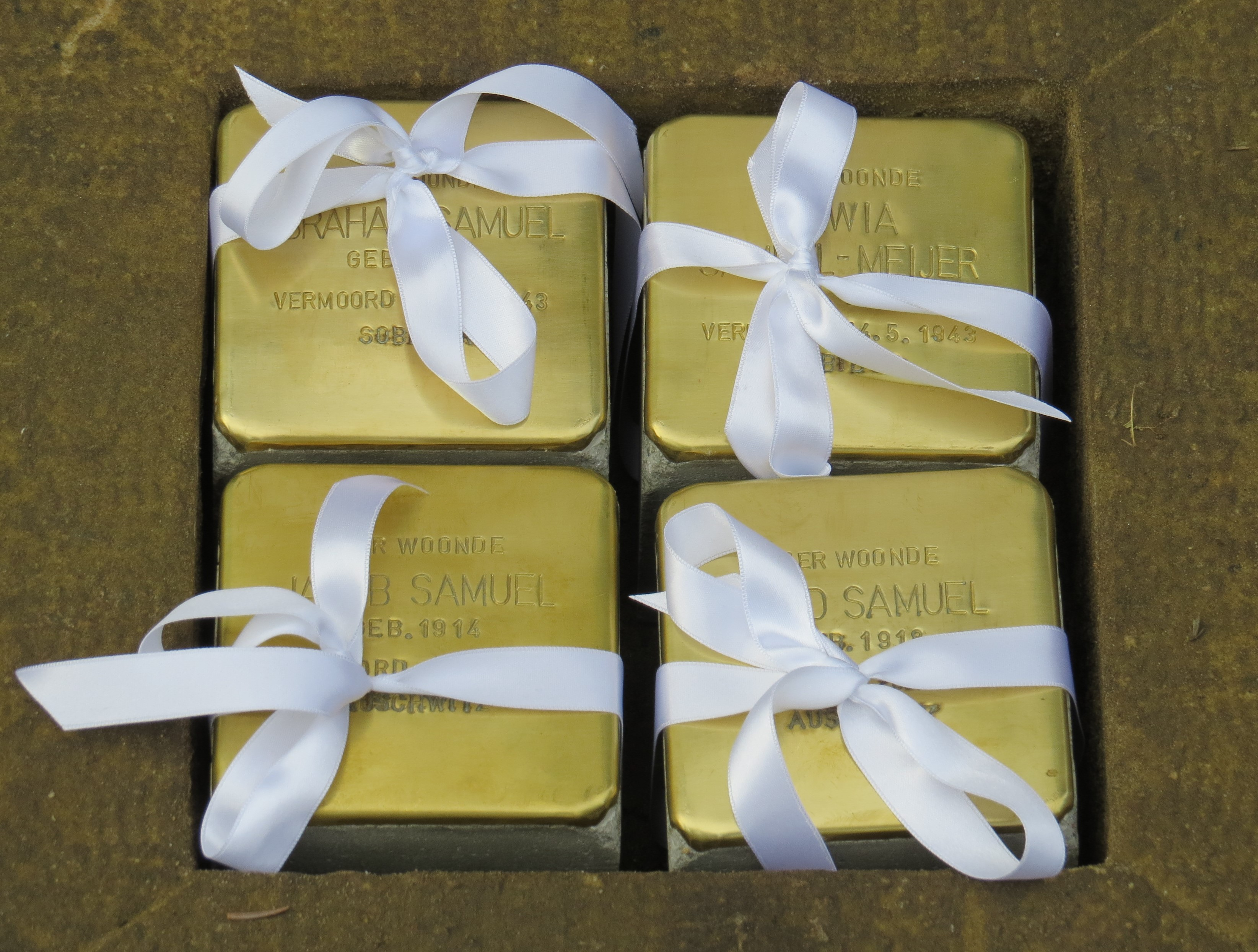
Stolpersteine voor de familie Samuel in Nijverdal, 5 november 2015
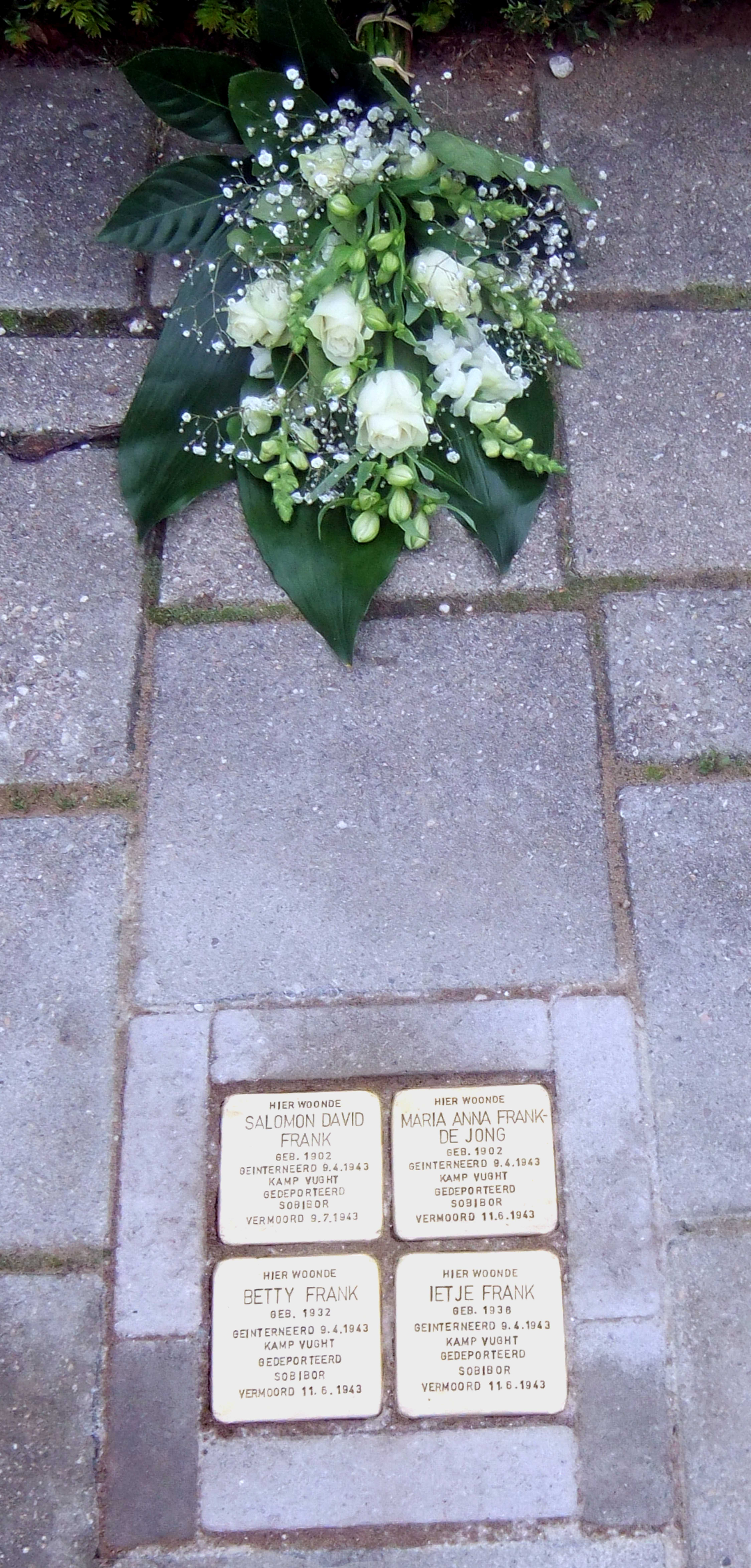
Stolpersteine voor de familie Frank in Ochten, 26 juli 2011
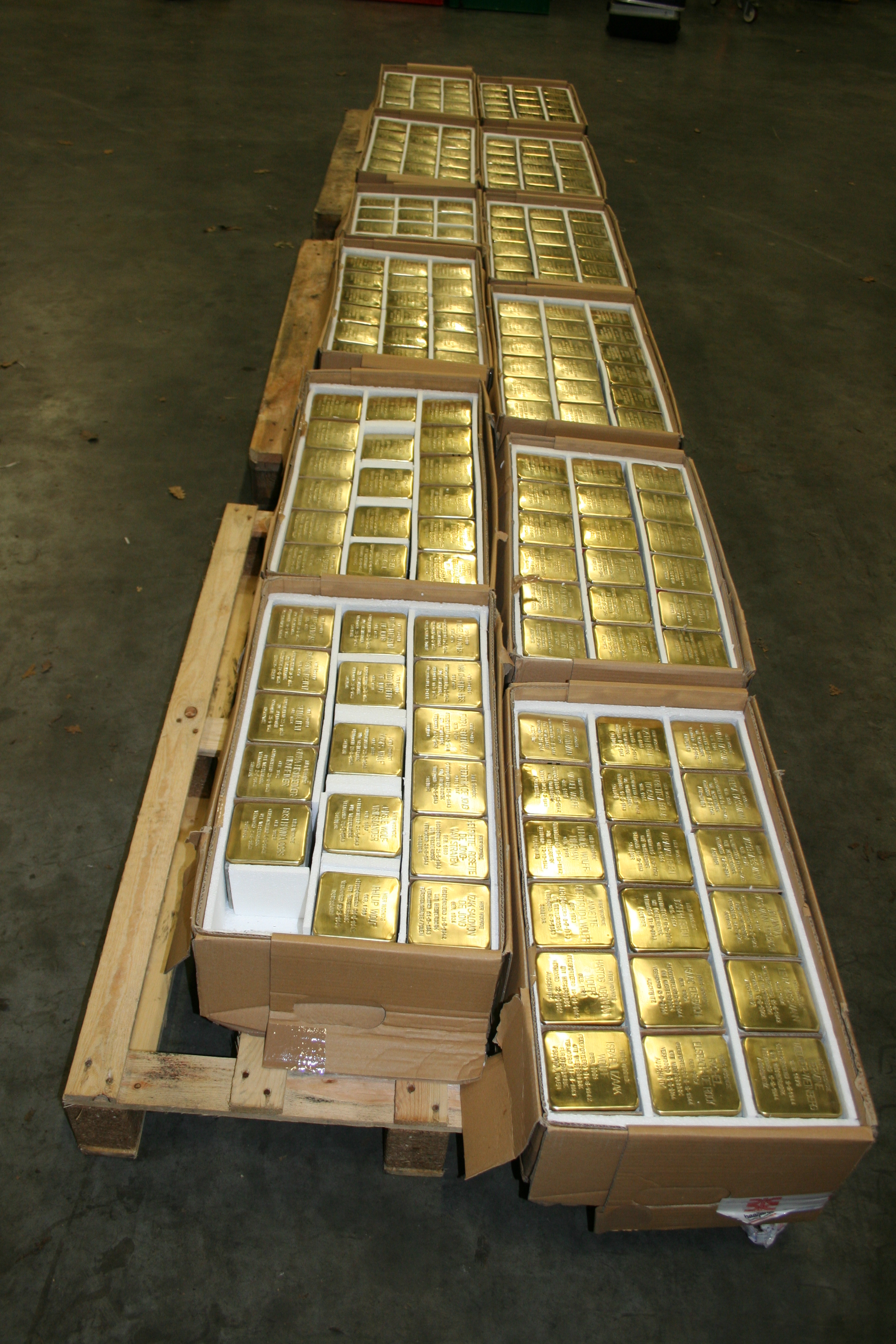
207 Stolpersteine voor Oss, 8 - 11 april 2014
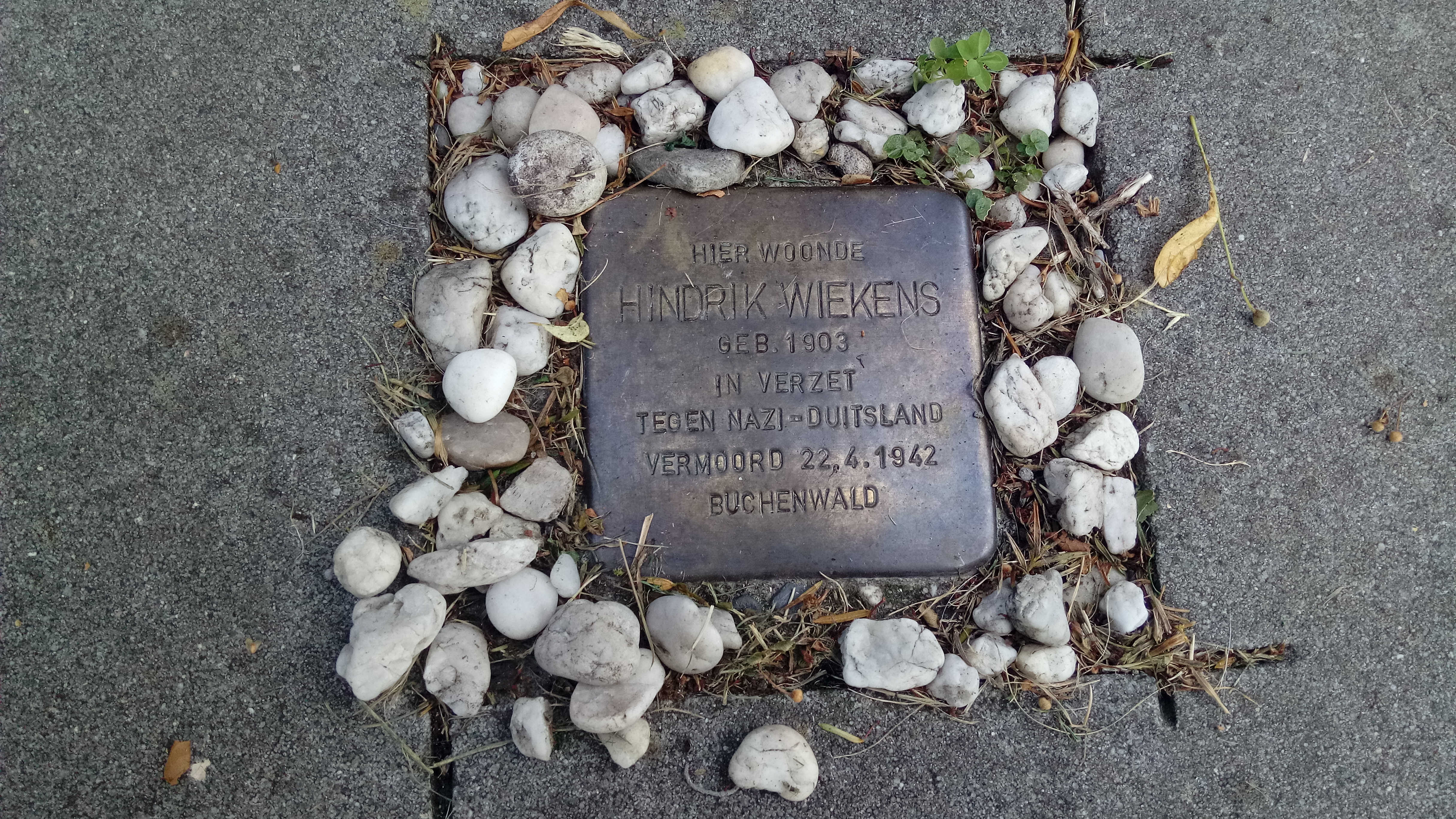
Stolperstein voor Hindrik Wiekens in Oude Pekela, 14 april 2013
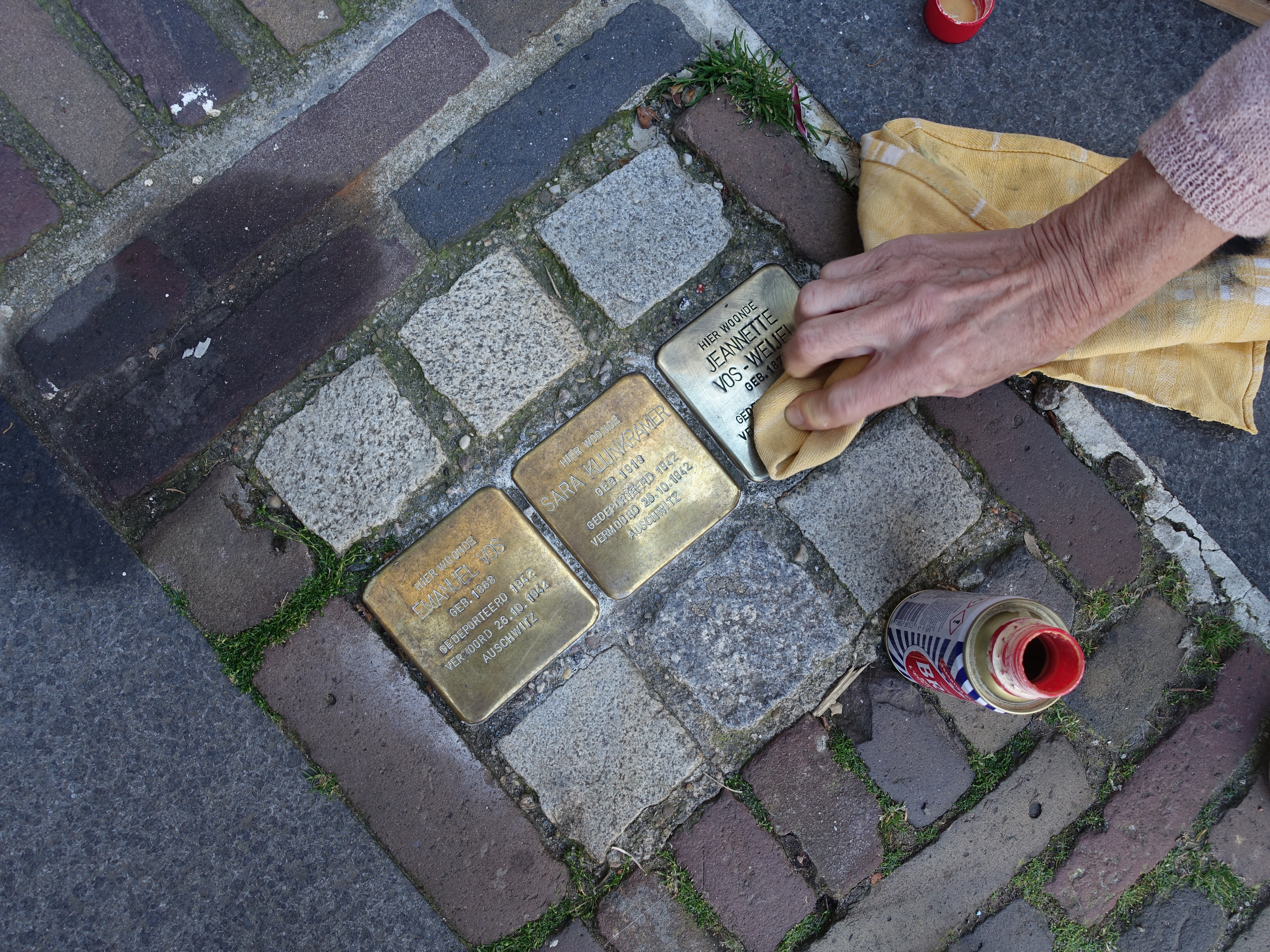
Stolpersteine voor de familie Vos in Oudewater, 19 februari 2015
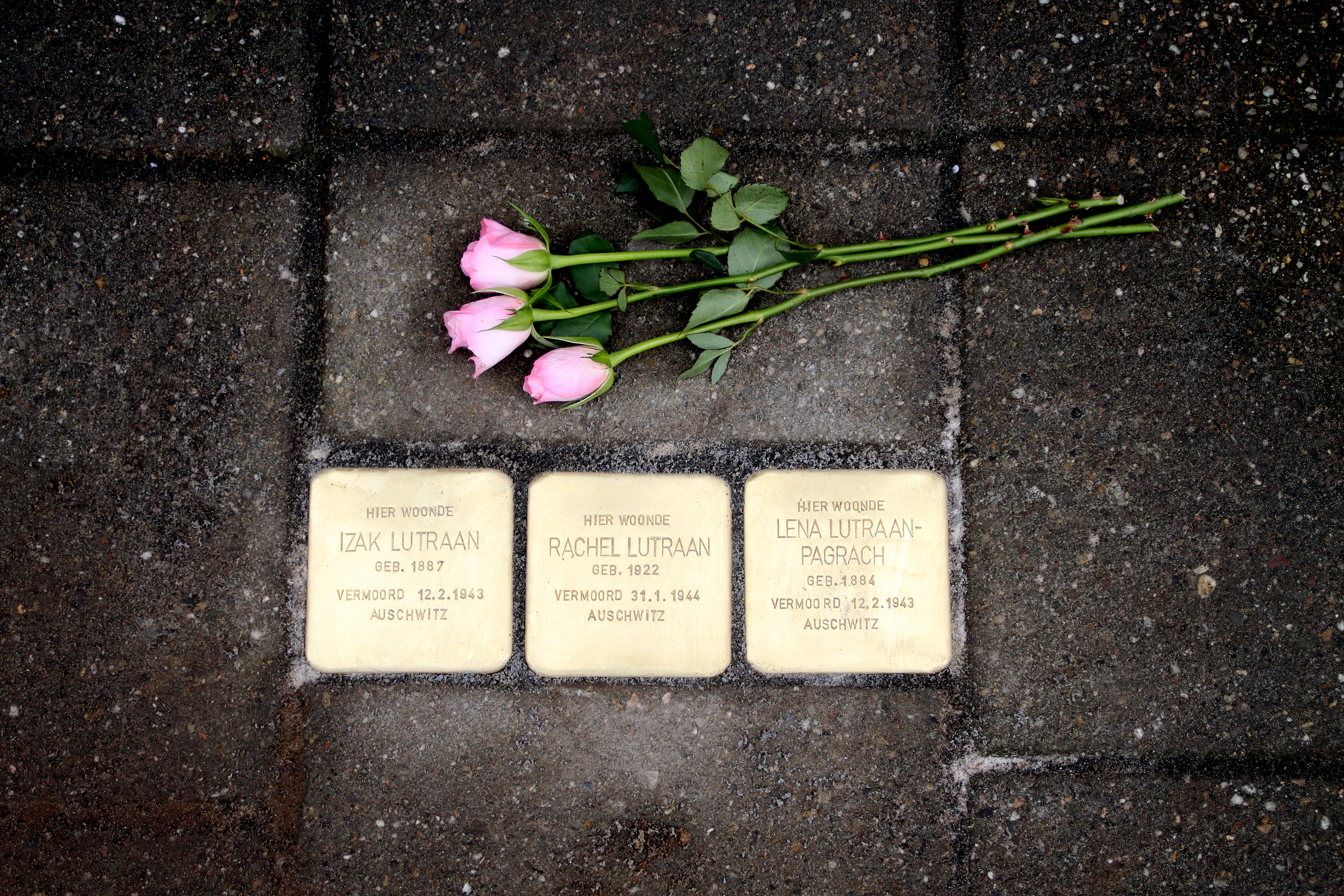
Stolpersteine voor de familie Lutraan in Raalte, 6 april 2014
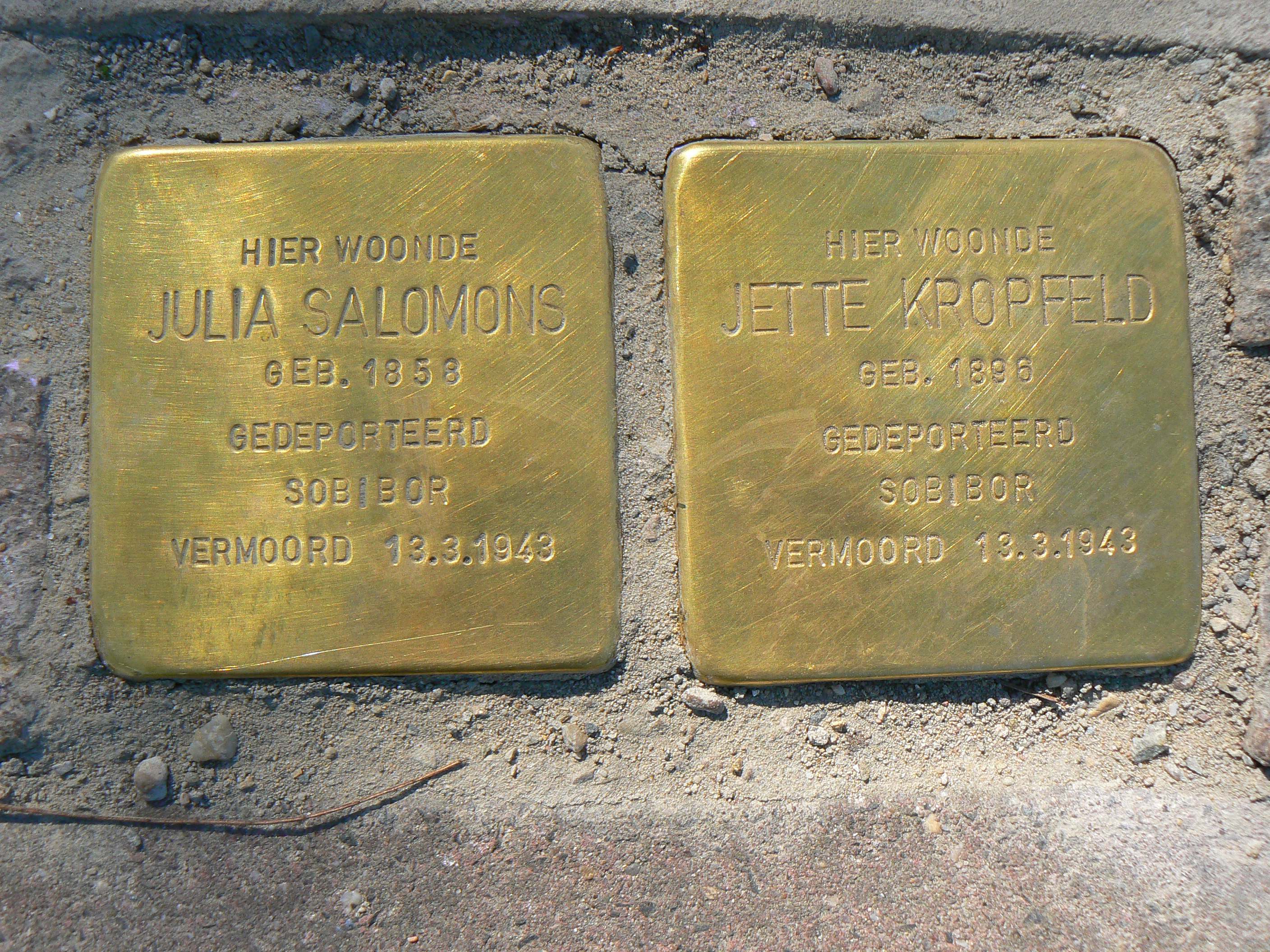
Stolpersteine voor Julia Salomons en Jette Kropfeld in Roswinkel, 19 april 2011
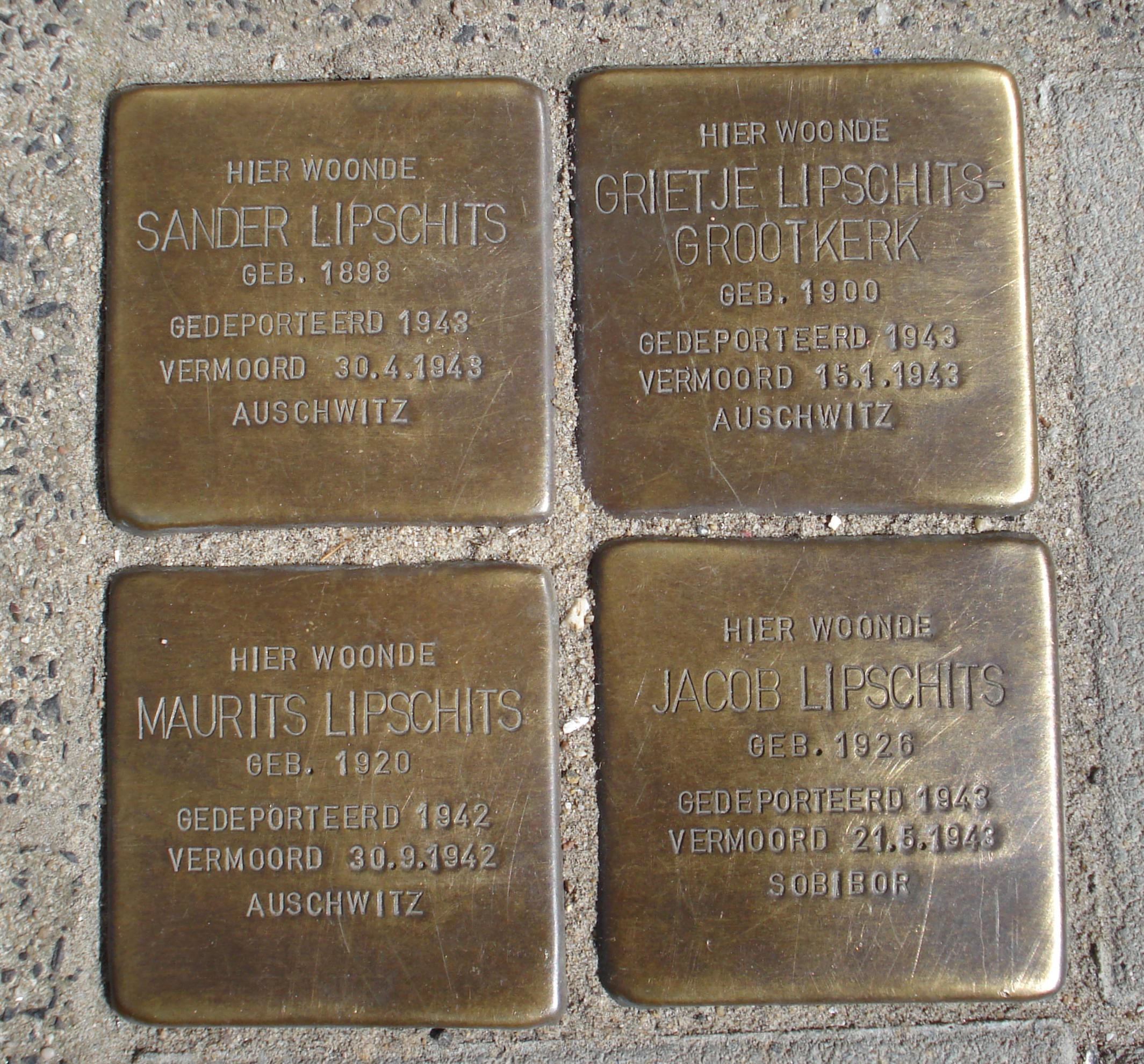
Stolpersteine voor de familie Lipschits in Rotterdam, 7 april 2010
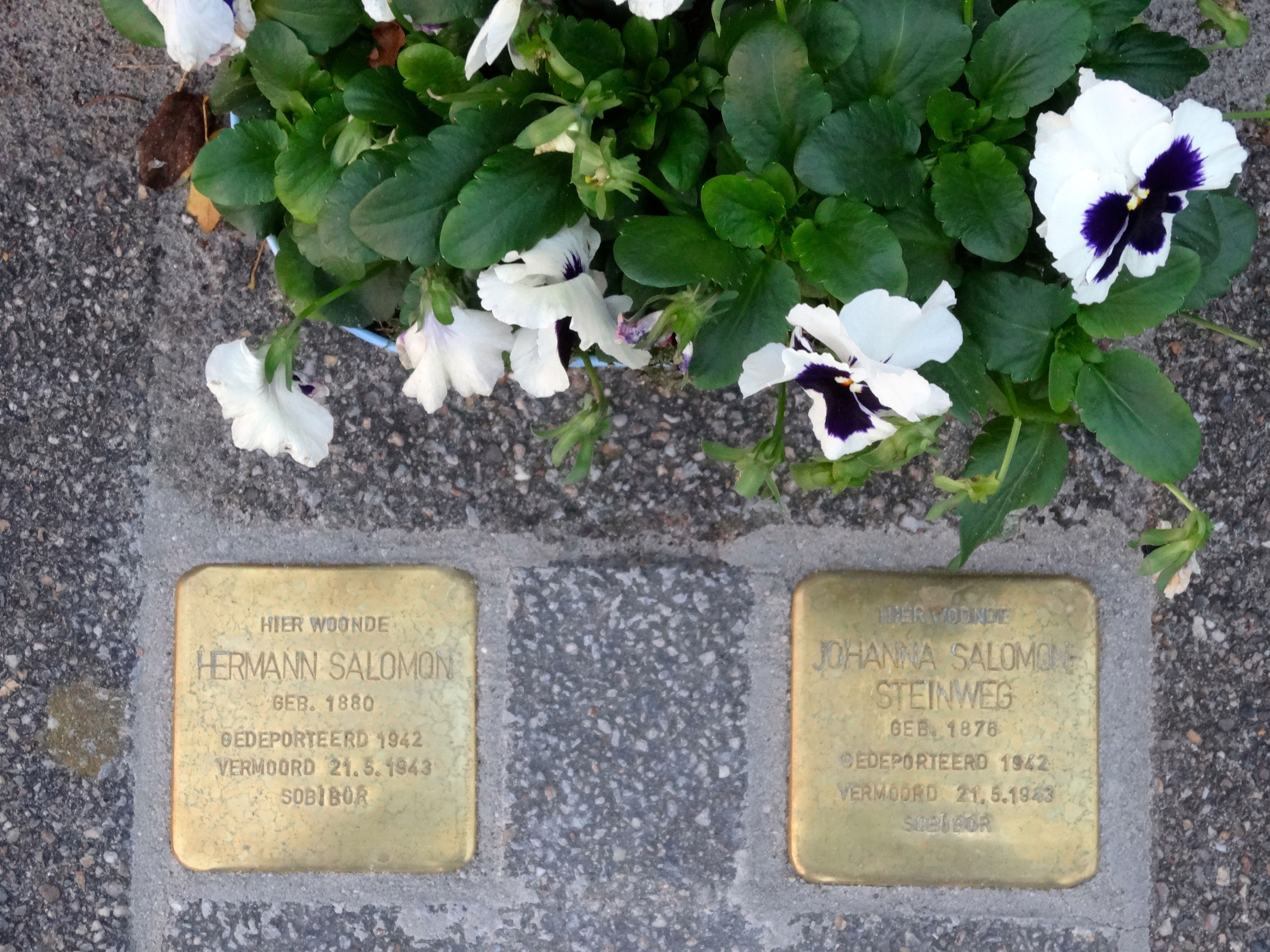
Stolpersteine voor de familie Salomon in Stadskanaal, 6 november 2014
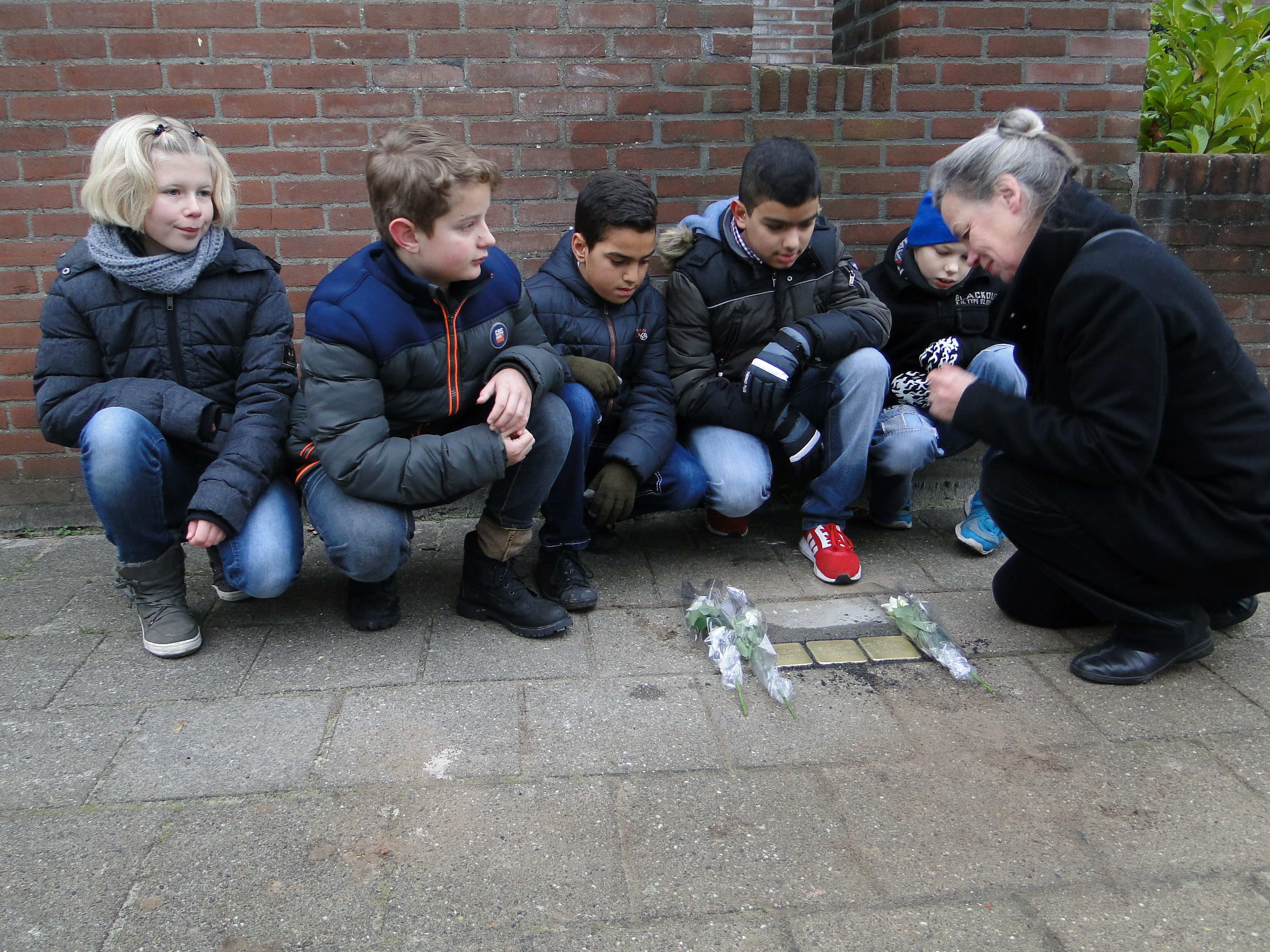
Stolpersteinelegging in Steenwijk, 7 december 2016
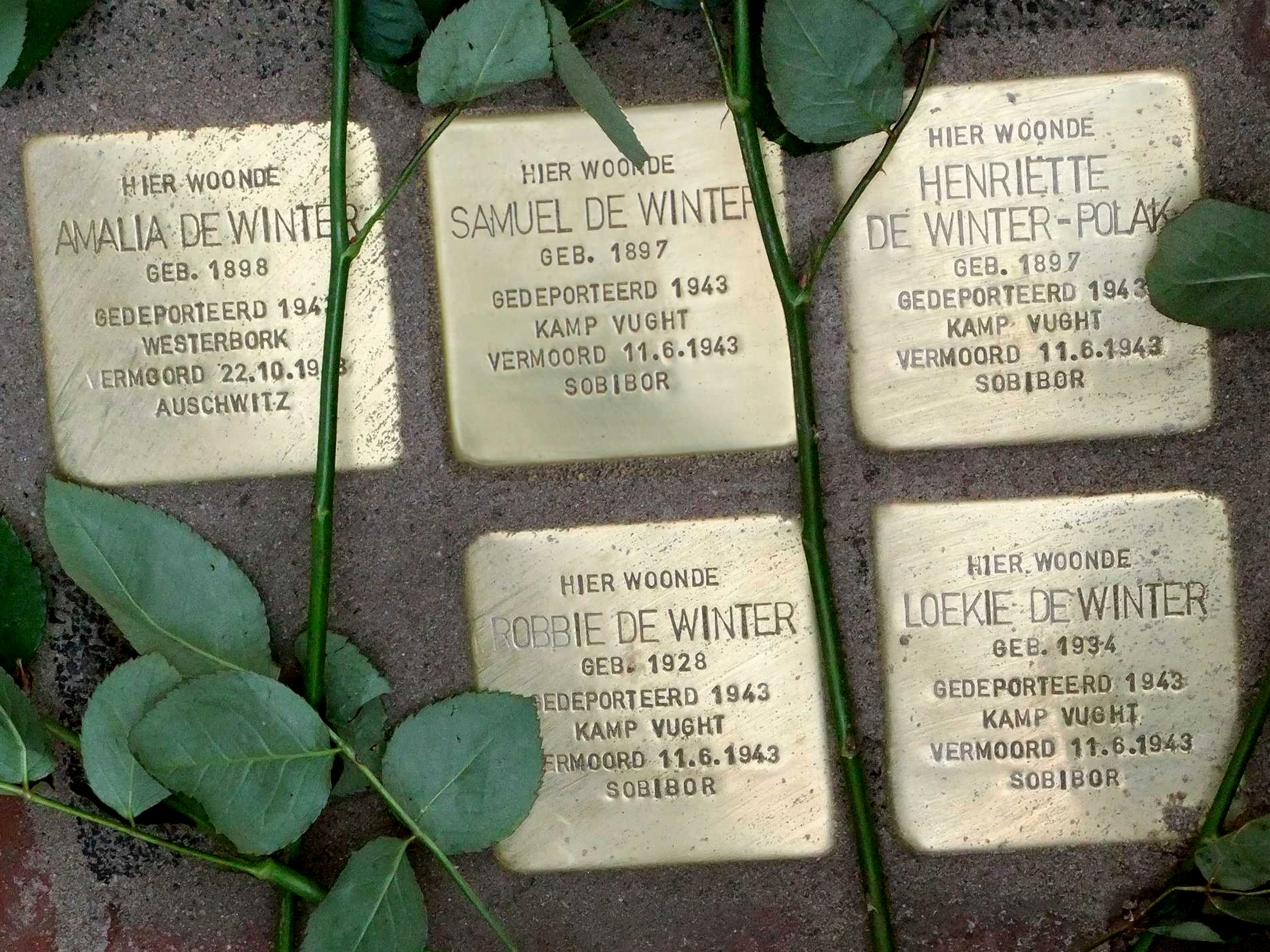
Stolpersteine voor de familie De Winter in Tiel, 7 april 2010
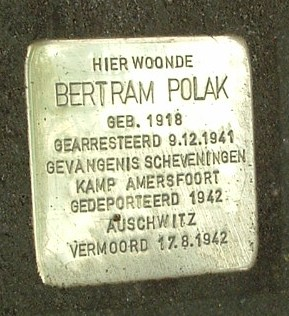
Stolperstein voor Bertram Polak, Tilburg, 29 april 2011
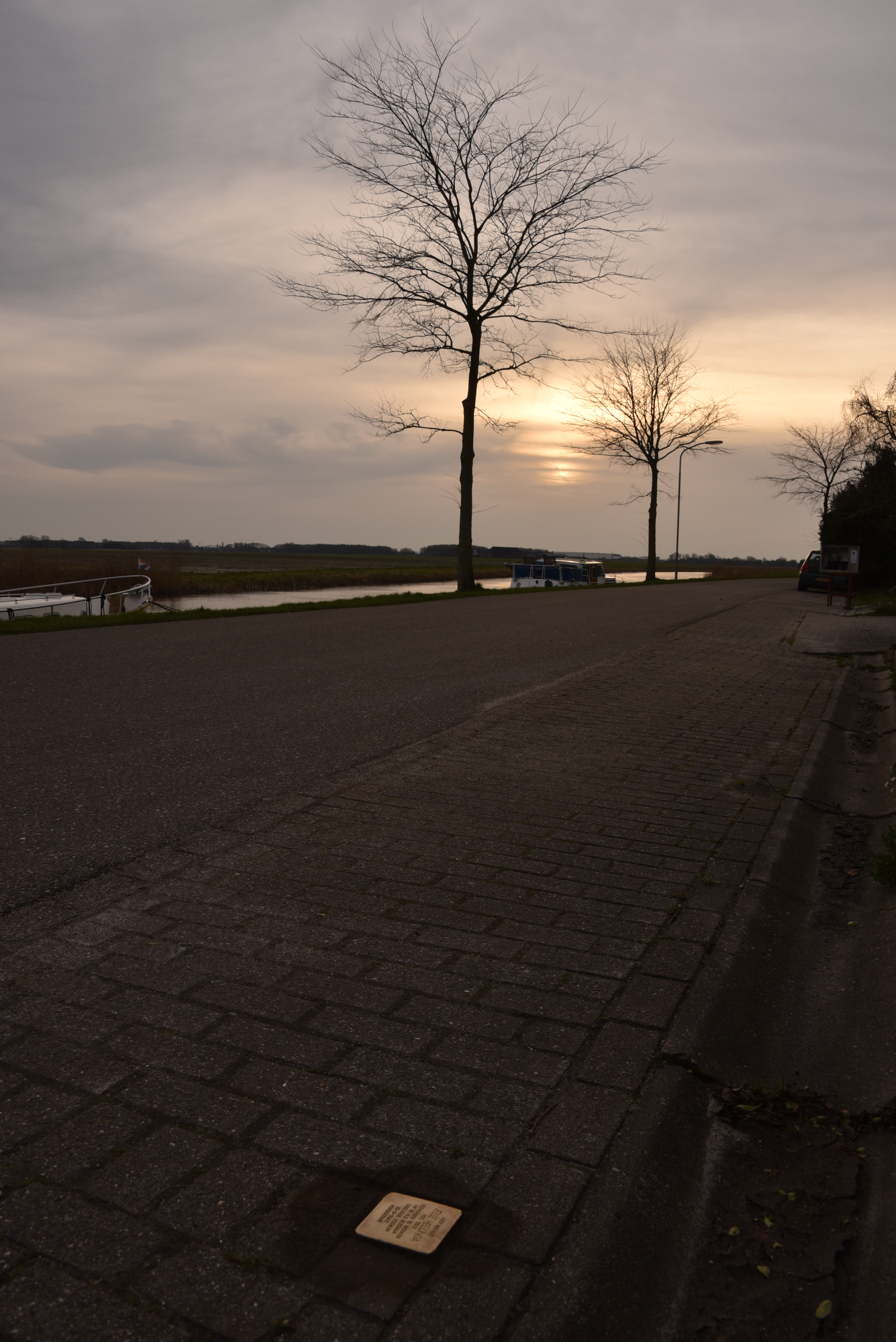
Stolperstein voor Jelle Hellinga in Ulrum, 8 oktober 2018
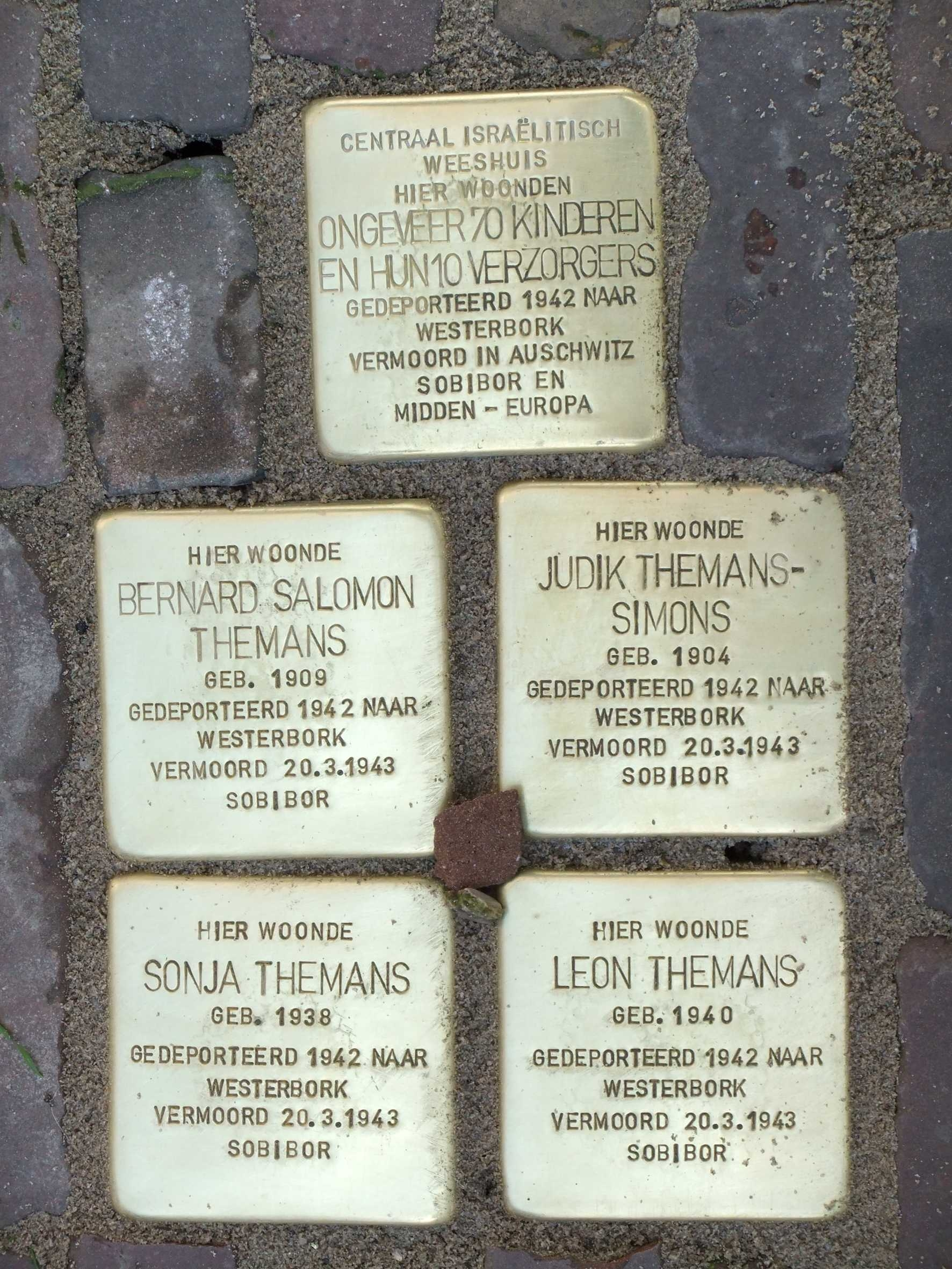
Stolpersteine voor de bewoners van het voormalige Centraal Israëlitisch Weeshuis in Utrecht, 8 april 2010
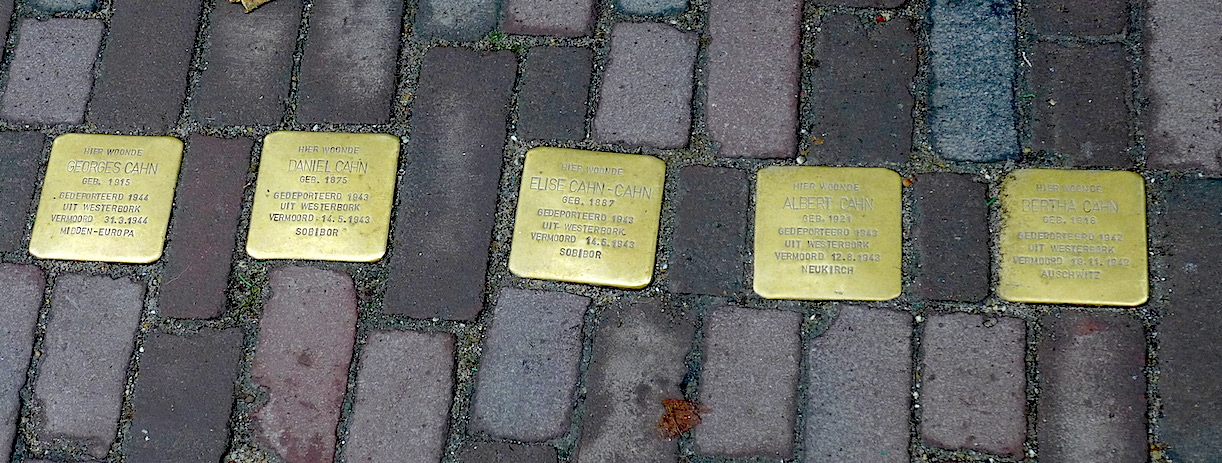
Stolpersteine voor de familie Cahn in Valkenburg, 7 november 2014
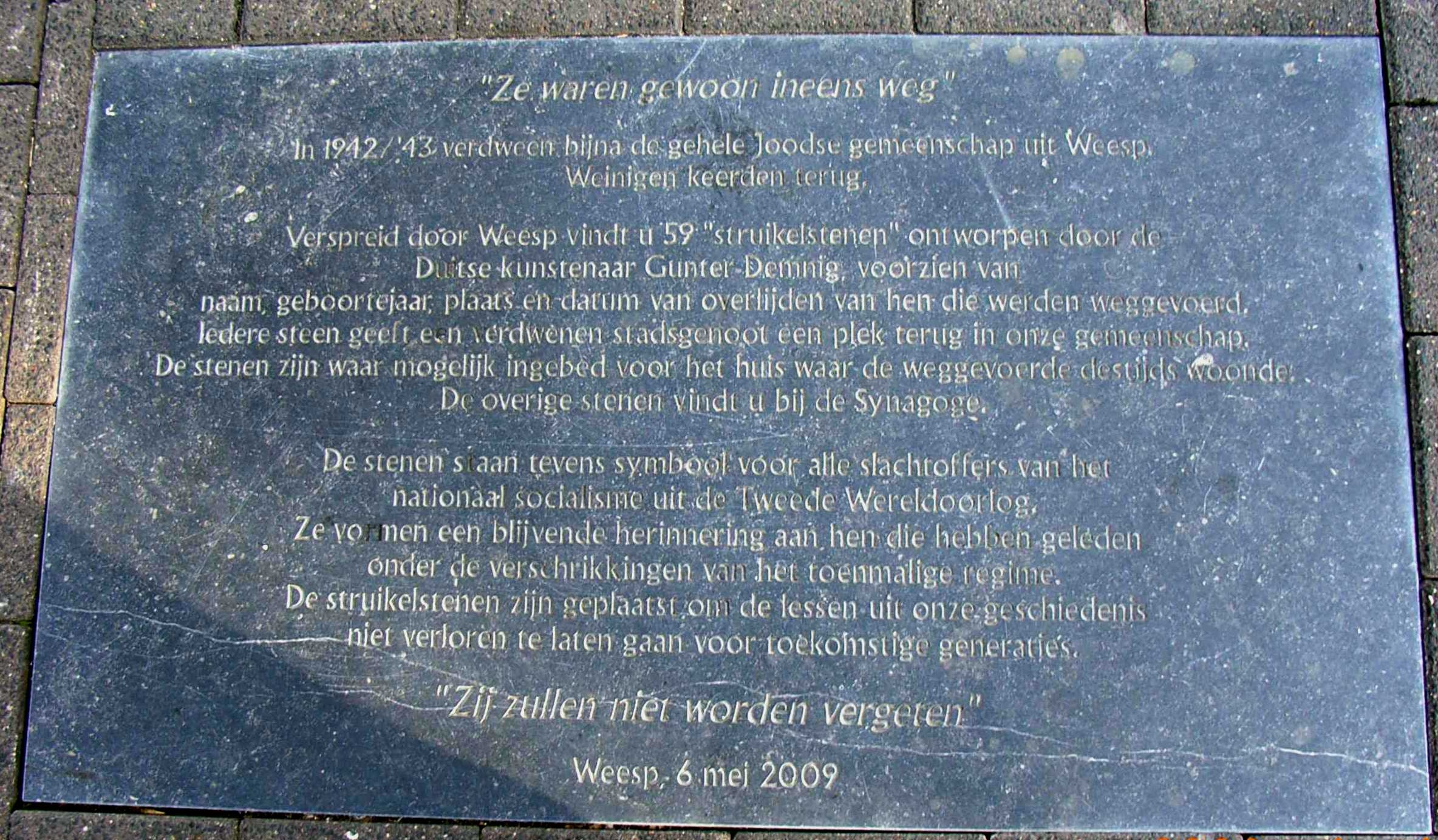
Infobord Weesp, 6 mei 2009
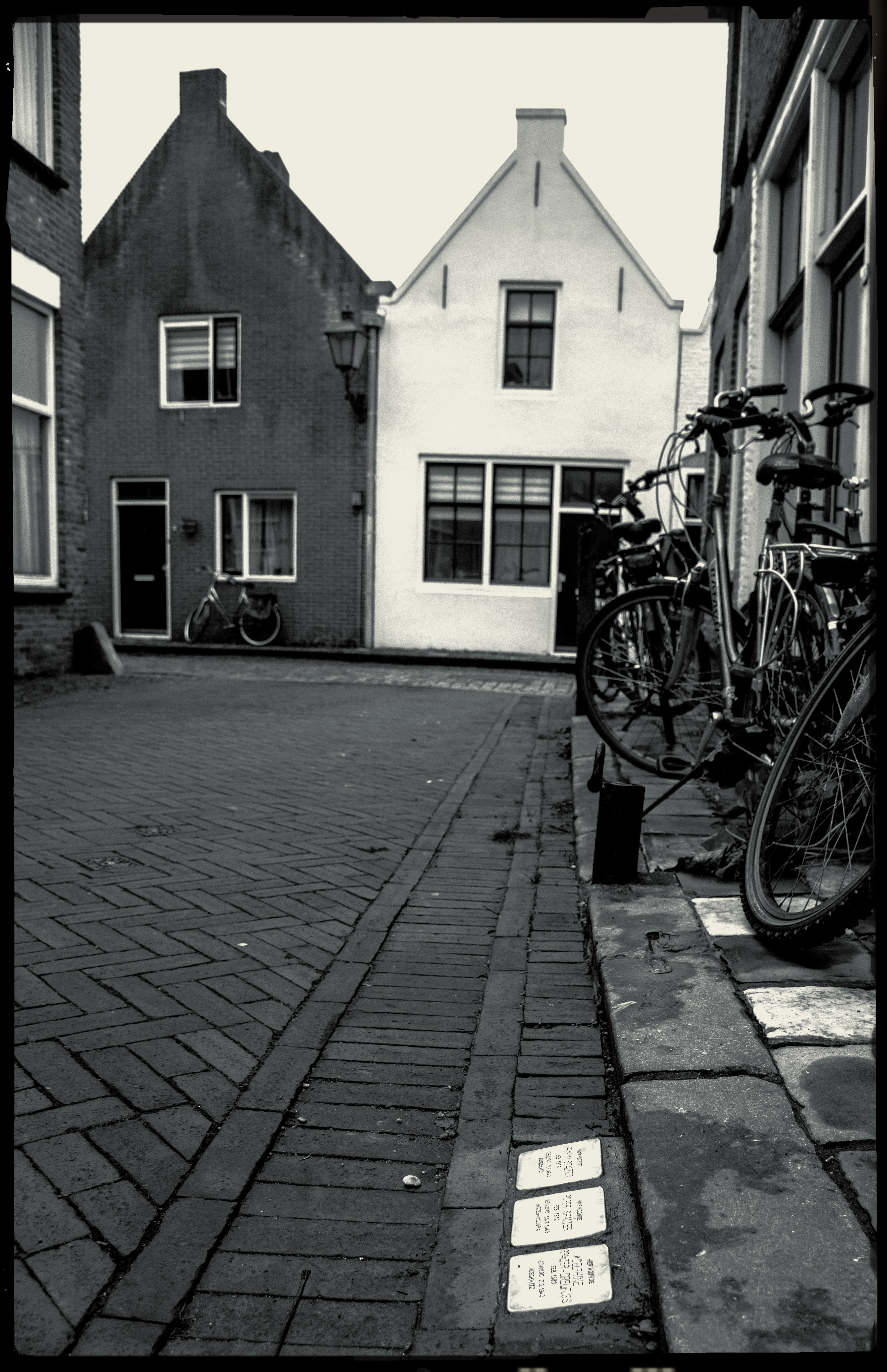
Stolpersteine voor de familie Spalter in Zierikzee, 7 februari 2017
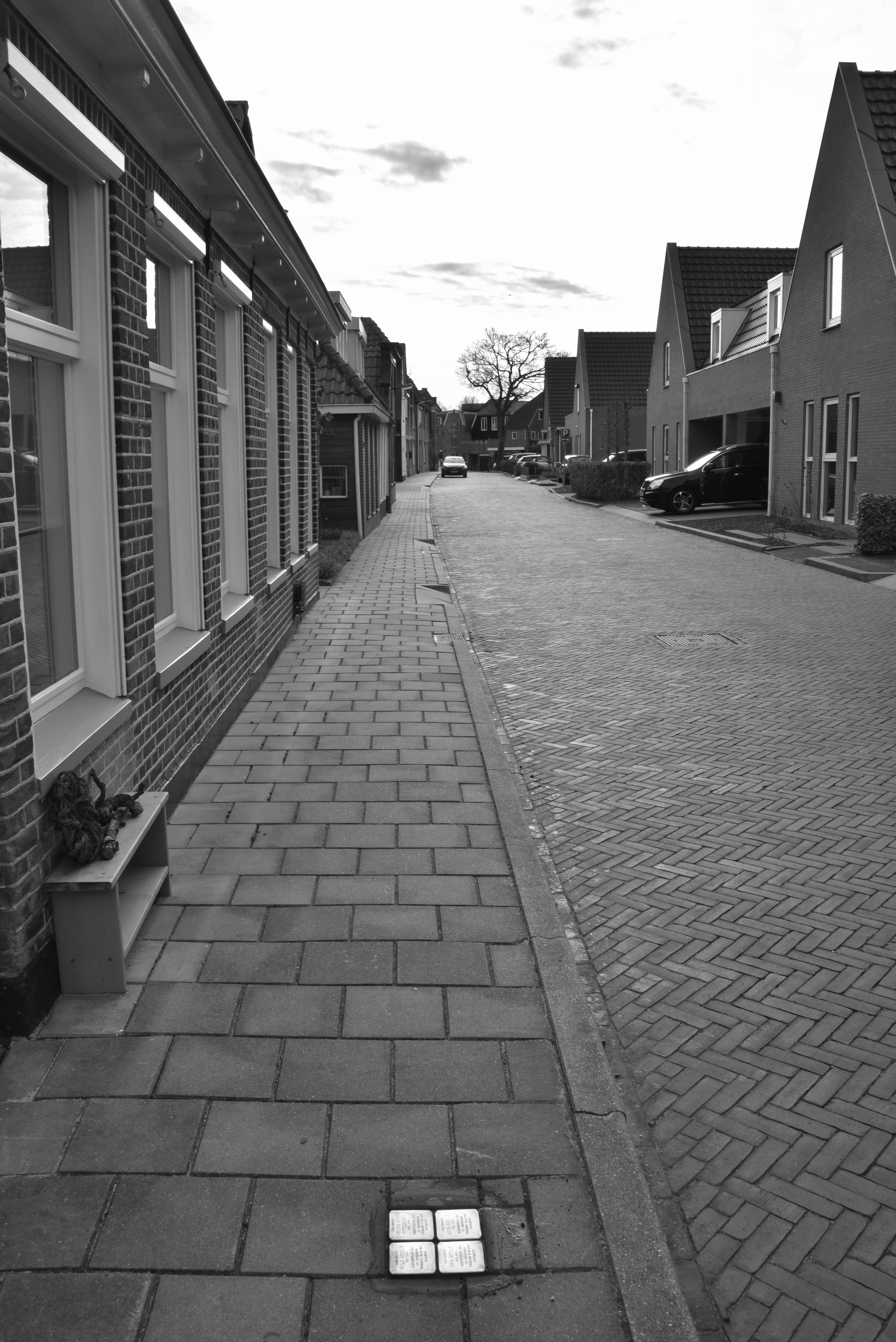
Stolpersteine voor de familie Aronius in Zwartsluis, 6 november 2014